# Maďarsko
Maďarsko (maďarsky  Magyarország) je vnitrozemský stát ležící v jihovýchodní části střední Evropy v Panonské pánvi. Na severu sousedí se Slovenskem, na severovýchodě s Ukrajinou, na východě a jihovýchodě s Rumunskem, na jihu se Srbskem, na jihozápadě s Chorvatskem a Slovinskem a na západě s Rakouskem. Maďarsko je převážně rovinaté, podnebí má kontinentální s chladnými zimami a horkými léty. Dělí se na 19 žup, na ploše asi 93 000 km² žije 9,7 milionu obyvatel. Hlavním a největším městem je Budapešť, mezi další významná města patří Debrecín, Segedín, Miskolc a Pécs. Drtivou většinu obyvatel země tvoří Maďaři, největší etnickou menšinou jsou Romové. Úřední jazyk, maďarština, je nejrozšířenějším ugrofinským jazykem na světě; celkem 28 % obyvatel jsou katolíci, 10 % kalvínisté.
Území dnešního Maďarska bylo historicky křižovatkou cest různých národů, včetně Keltů, Římanů, Hunů, germánských kmenů, Avarů a západních Slovanů. Základem uherského státu bylo koncem 9. století dobytí Panonské pánve uherským velkoknížetem Almošem a jeho synem Arpádem; jeho pravnuk král Štěpán I. nastoupil na trůn v roce 1000 a přeměnil svou říši na křesťanské království. Středověké Uherské království bylo regionální velmocí, která dosáhla svého kulturního a politického vrcholu v 15. století. Po dlouhém období osmanských válek byly uherské síly poraženy v bitvě u Moháče v roce 1526 a v roce 1541 bylo dobyto hlavní město Budín, což zahájilo období více než 150 let, kdy byla země rozdělena na tři části: Královské Uhersko (loajální k Habsburkům), Osmanské Uhersko a převážně nezávislé Sedmihradské knížectví. Na přelomu 18. a 19. století se Uhry dostaly pod habsburskou nadvládu a později se v roce 1867 spojily s Rakouským císařstvím v Rakousko-Uhersko, které bylo významnou mocností až do počátku 20. století.
Po první světové válce se Rakousko-Uhersko rozpadlo a následná Trianonská smlouva stanovila současné hranice Maďarska, což vedlo ke ztrátě 71 % jeho území, 58 % obyvatel a 32 % etnických Maďarů. Po bouřlivém meziválečném období se Maďarsko připojilo k mocnostem Osy ve druhé světové válce, přičemž utrpělo značné škody a ztráty. Poválečné Maďarsko se stalo satelitním státem Sovětského svazu, což vedlo ke vzniku Maďarské lidové republiky. Po neúspěšné revoluci v roce 1956 se Maďarsko stalo relativně svobodnějším, i když stále potlačovaným členem východního bloku. Odstranění maďarského hraničního plotu s Rakouskem urychlilo rozpad východního bloku a následně i Sovětského svazu. V říjnu 1989 se Maďarsko opět stalo demokratickou parlamentní republikou a v roce 2004 vstoupilo do Evropské unie.
Maďarsko je unitární parlamentní republikou s prezidentem jako ceremoniální hlavou státu, zákonodárným orgánem je jednokomorový parlament. V mezinárodních vztazích patří ke středním mocnostem, a to především díky svému kulturnímu a hospodářskému vlivu. Je to ekonomika s vysokými příjmy, všeobecnou zdravotní péčí a bezplatným středoškolským vzděláním,  v indexu lidského rozvoje zaujímá 47. místo. Maďarsko má dlouhou historii významného přínosu v oblasti umění, hudby, literatury, sportu, vědy a techniky. Maďarsko se může pochlubit i významnými úspěchy v oblasti kultury, sportu, vědy a techniky. Je oblíbenou turistickou destinací v Evropě, v roce 2019 přilákalo 24,5 milionu zahraničních turistů. Je členem  Rady Evropy, schengenského prostoru, Severoatlantické aliance, Organizace spojených národů, Světové zdravotnické organizace, Světové obchodní organizace, Světové banky, Organizace pro hospodářskou spolupráci a rozvoj, Asijské infrastrukturní investiční banky či Visegrádské skupiny.

## Název
Pojmenování magyar – znamenající maďarský, maďarština nebo Maďar – podle středověké legendy pochází od praotce Magora, bratra Hunora, praotce Hunů. Odkaz na příbuzenství s Huny, kteří ovládli podkarpatskou oblast v 5. století, měl opodstatnit historický nárok Maďarů na vládu nad tímto územím. Druhá část Magyarország maďarského názvu, je ország, což znamená země.
Podle lingvistů předci dnešních Maďarů takto sami sebe označovali jako ty, kteří mluví. Magyar v sobě obsahuje ugrofinské mon (mluvit, maď. mond) a er (muž). Toto označení pak v různých podobách přešlo i do některých jiných jazyků, včetně češtiny. Většina evropských jazyků však převzala jméno z označení ungri (latinsky Hungari). Předci Maďarů, žijící na dolním Donu, se v 6. století přidali ke kmenovému svazu Onogurů (znamená deset národů) a stali se součástí turkické říše. V nejstarších západních písemných záznamech jsou obyvatelé této říše zmiňováni jako turci nebo ungri (podle Onogurů). První písemná zpráva, v níž se označení ungri prokazatelně vztahuje k Maďarům, pochází z roku 834 z Byzance.
Čeština rozlišuje označení maďarský a Maďarsko na jedné straně a uherský a Uhersko (z latinského hungaricus a Hungaria) na straně druhé. První se vztahuje k etniku hovořícímu maďarsky a státnímu útvaru, který vznikl v roce 1918 po rozpadu mnohonárodnostního Uherského království. Pojem uherský se tedy používá především v historickém kontextu, neboť se vztahuje k zaniklému státnímu útvaru. Podobné významové rozlišení má též slovenština, chorvatština, srbština a slovinština. Samotná maďarština tyto významy nerozlišuje. Magyar znamená jak maďarský, tak uherský. Stejně tak Magyarország označuje současné Maďarsko i historické Uhersko. Jedno označení pro oba významy má také většina evropských i dalších jazyků.

## Dějiny

### Starověk a středověk

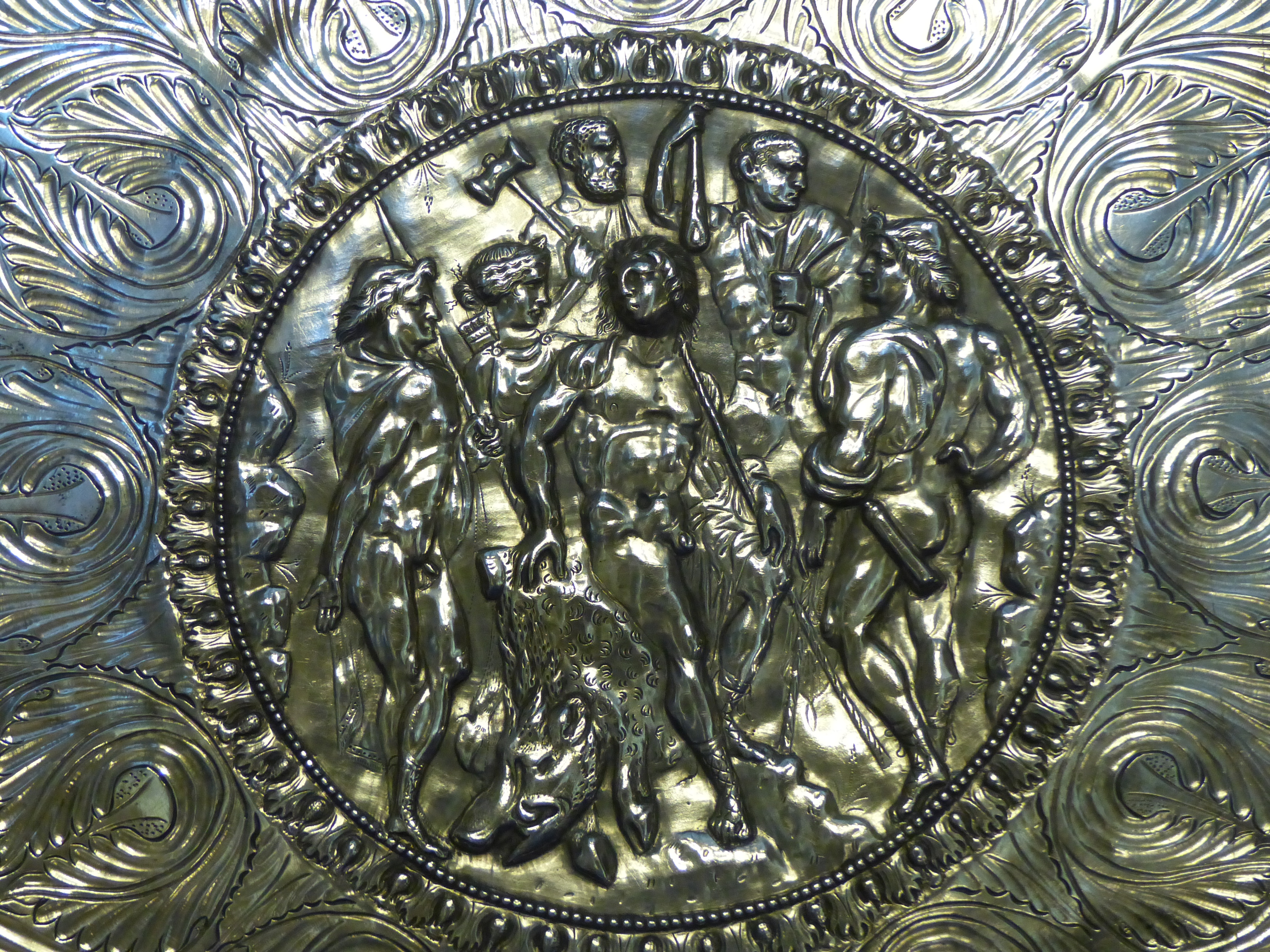
Stříbrný plát z římských časů

Nejstarší obyvatelé území dnešního Maďarska zde žili již před téměř půl milionem let. Nejvíce archeologických nálezů je hlavně ze severního Maďarska. Dalšími obyvateli se později stali i Keltové, Římané, ale také Ilyrové. Římané zde zřídili provincii Pannonia. Ve východní části Maďarska a severního Rumunska byla zřízena provincie Dacia. Provincie byly osídleny kolonisty z Itálie. V této době vznikla i pozdější maďarská města. Centrem Panonie se stalo Aquincum (severozápadní část dnešní Budapešti), dále pak byla založena města Savaria (dnes Szombathely), Scarbantia (Šoproň), Arrabona (Győr), Gorsium (Tác) a Sopianae (Pécs). Po Římanech zdědili Maďaři například vinařství, které je dodnes nedílnou součástí maďarské kultury.
Germánské kmeny vytlačily Římany koncem 5. století. I přes to, že germánské kmeny nebyly křesťanské, zůstaly kostely, které zde zbyly po Římanech, stále v provozu. Během stěhování národů se v uherské nížině usadili kočovní Hunové a po nich v 6. století Panonii ovládli Avaři.

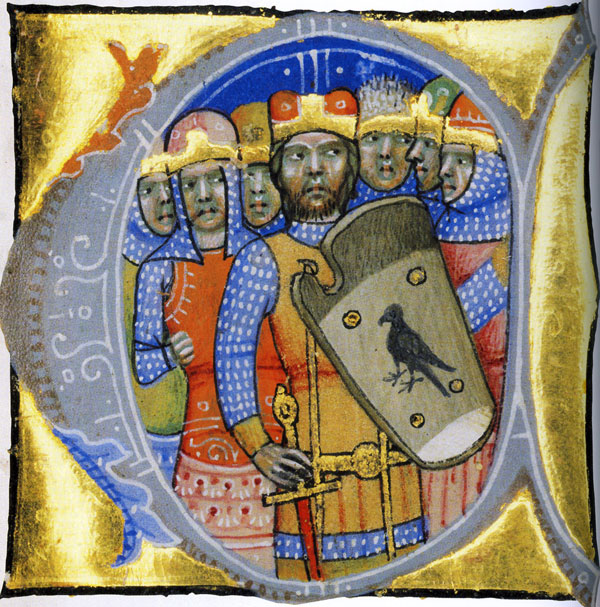
Arpád

Na konci prvního tisíciletí pronikly na území dnešního Maďarska z východu Maďaři, kočovný kmen ugrofinského původu vedený náčelníkem Arpádem, zakladatelem královské dynastie Arpádovců. Tento kmen si podmanil usedlé slovanské obyvatelstvo a pravidelně ohrožoval Bavory a Velkou Moravu, kterou nakonec vyvrátil. Po bitvě na Lešském poli (955), kde byli Maďaři poraženi vojsky východofranského krále Oty I. Velikého s přispěním českých oddílů knížete Boleslava I., se vzdali výbojů, usadili se a začali obdělávat úrodnou Panonskou pánev.

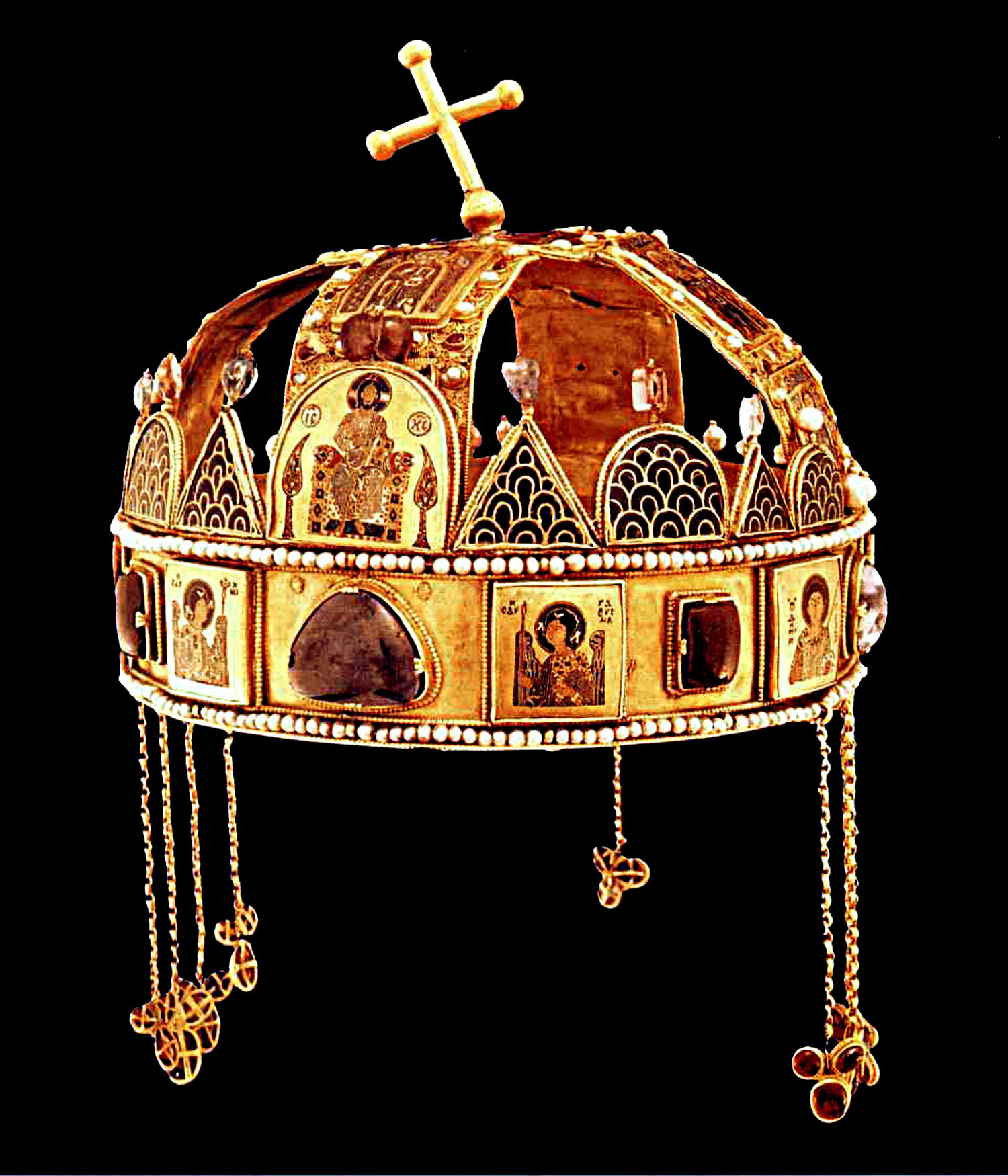
Svatoštěpánská uherská koruna vznikla v průběhu 11. až 13. století

Koncem 10. století Arpádovec Gejza vytvořil Maďarské velkoknížectví, s hlavním městem Ostřihom. Křesťanským se stalo tehdy, když se nechal pokřtít kníže Vajk a převzal jméno Štěpán. V roce 1000 se pak Štěpán nechal korunovat králem a vzniklo Uherské království. Štěpán též prosadil zřízení arcibiskupství. Uherské království bylo v 11.–15. století jedním z nejrozlehlejších a nejmocnějších států střední a jihovýchodní Evropy. Vedle vlastních Uher, jejichž součástí bylo Slovensko, zahrnovalo Chorvatsko (personální unie 1102), Sedmihradsko (dnes součást Rumunska) a část srbských území včetně Bělehradu.

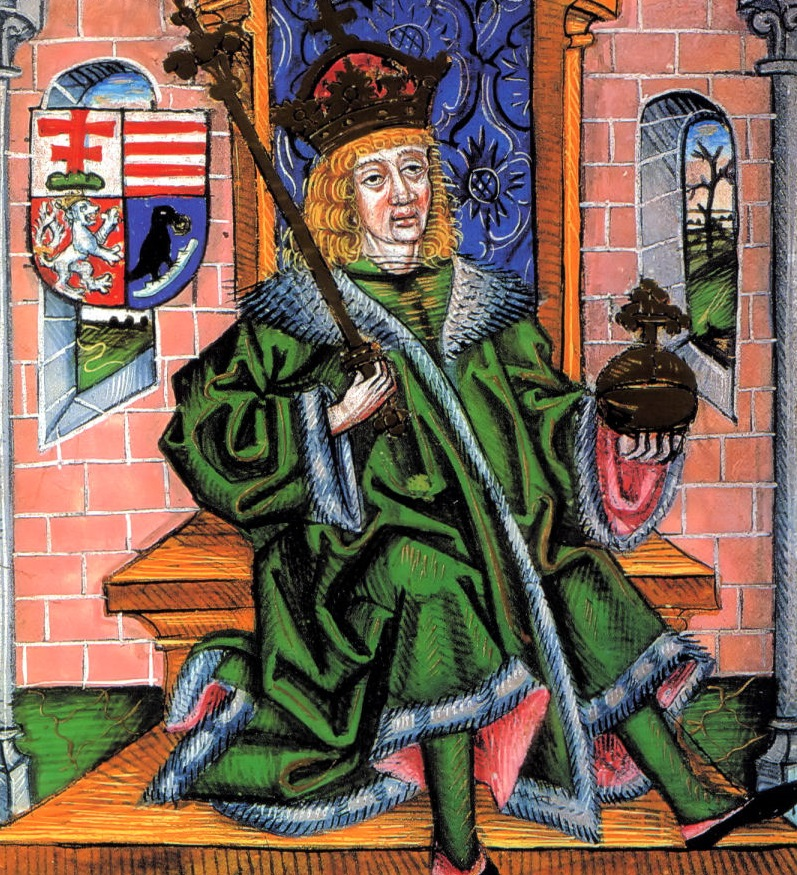
Matyáš Korvín

Roku 1241 Uhersko zasáhl mongolský vpád do Evropy, při kterém zahynula až polovina obyvatel Uherského království. Roku 1301 vymřeli Arpádovci. Uherské koruny se nakrátko chopili čeští Přemyslovci, ale ti vymřeli záhy také a uherský trůn uzmuli Anjouovci a seděli na něm až do roku 1387, kdy se Karlovi IV. podařilo ho zajistit pro svého syna Zikmunda a rod Lucemburků. 
Zikmund však zemřel bez dědiců, takže se poté na trůně střídali další významné středoevropské rody, Habsburkové a Jagellonci. Výjimku představuje éra vlády regenta Jánose Hunyadiho (1446–1453) a jeho syna Matyáše Korvína (1458–1490), který se stal dokonce králem a načas ovládl také Moravu a Slezsko. Po něm se vrátili Jagellonci (Vladislav II. a Ludvík), kteří drželi i českou korunu, a vytvořili tak velkou středoevropskou říši. Čelili řadě problémů, například selskému Dóžově povstání (1514) proti šlechtě, které bylo brutálně potlačeno. Avšak největším problémem se brzy ukázal být tlak Osmanské říše z jihu (viz Osmansko-uherské války).

### Součást habsburské říše

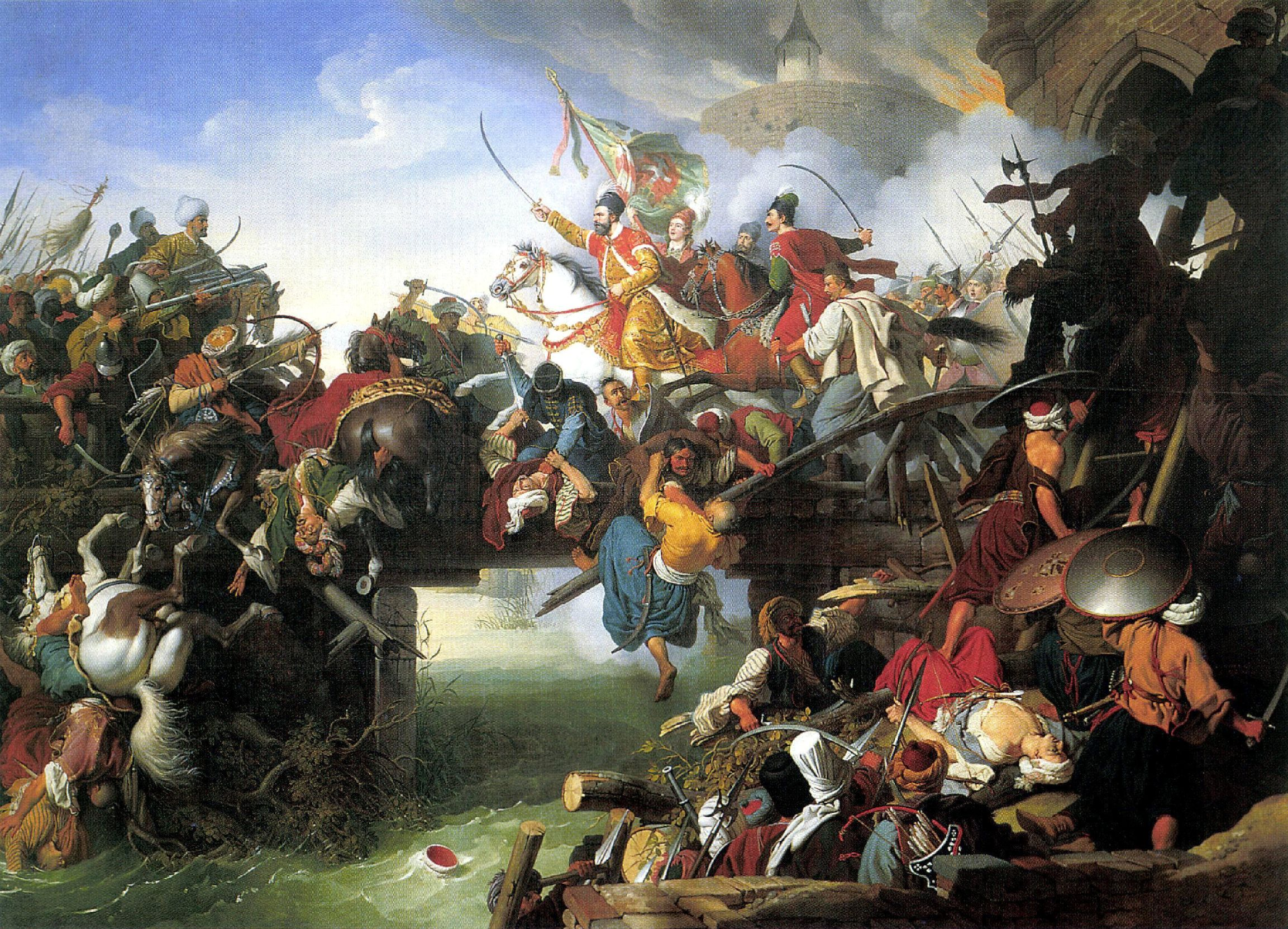
Obránci Szigetváru vyrážejí do posledního útoku proti přesile Turků roku 1566

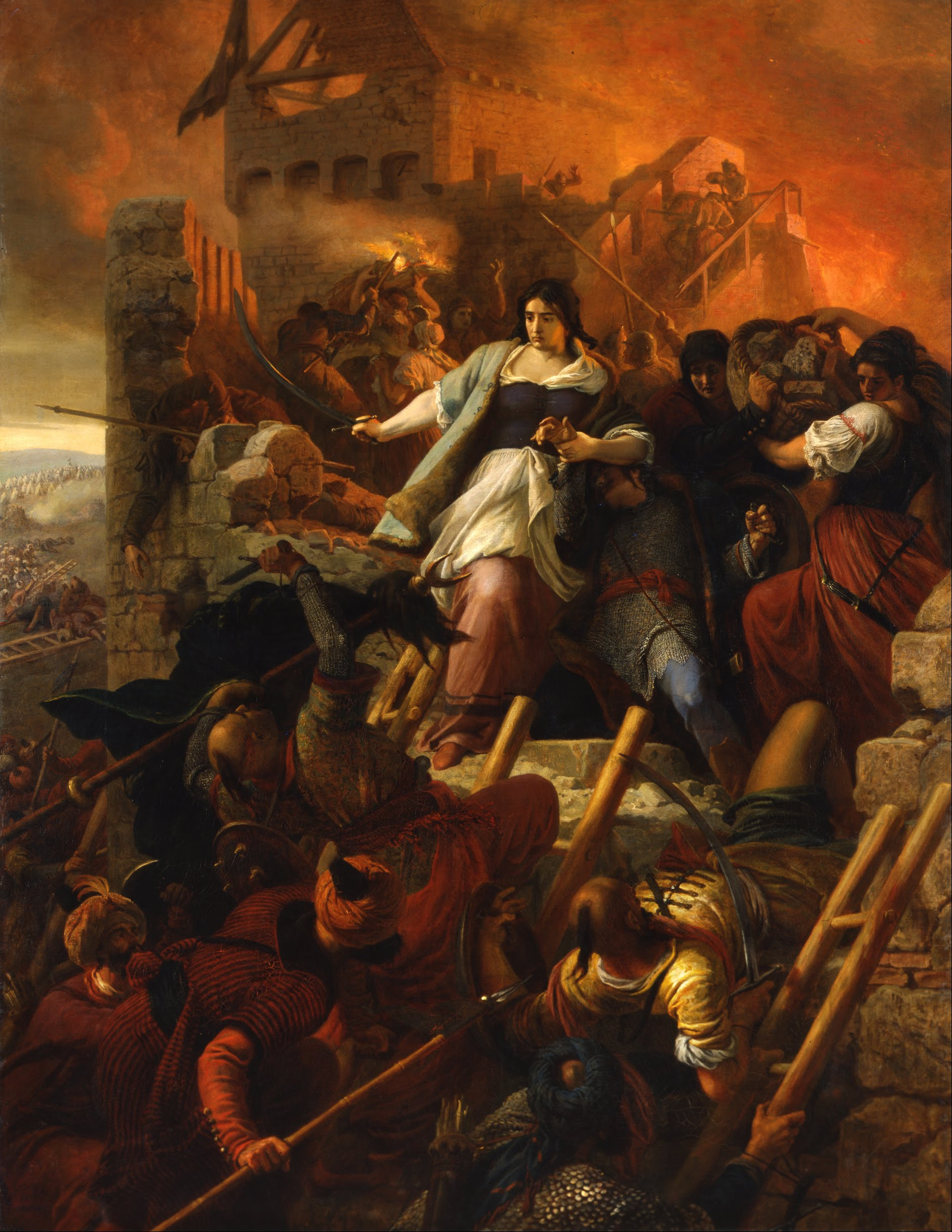
„Ženy Egeru“, olejomalba z roku 1867 připomínající obléhání Egeru, velké vítězství proti Osmanům

Uhersko bylo Osmany ohrožováno od 15. století. Právě v boji s Turky, v bitvě u Moháče roku 1526, padl poslední Jagellonec Ludvík. Následně vypukla válka o uherský trůn mezi Habsburky (Ferdinandem I.) a sedmihradským vévodou Janem Zápolským (1527–1538). Toho takticky podporovali Osmani a využili nástupnické války k první mohutné invazi do střední Evropy (viz První obléhání Vídně roku 1529), což byl počátek 200 let trvajících tureckých válek, jejichž bojištěm bylo povětšinou právě uherské území. Uherskou korunu získali Habsburkové, ale před Osmany se jim Uhry dlouho nedařilo plně ochránit. V roce 1541 Turci obsadili území od Bělehradu po Budapešť (Budínský ejálet). Z východní části se stalo Sedmihradské knížectví – téměř nezávislý stát, který byl vazalem Osmanské říše. Jen zbylé území, tedy Horní Uhry, Burgenland, západní Chorvatsko a západní pruh dnešního Maďarska, s jádrem na území dnešního Slovenska a nazývané obvykle „královské Uhersko“, ovládali Habsburkové a jejich monarchie. V rámci ní se Uhry stávaly stále více jen podřízenou zemí, navíc poměrně zaostalou, soustředěnou jen na zemědělství.

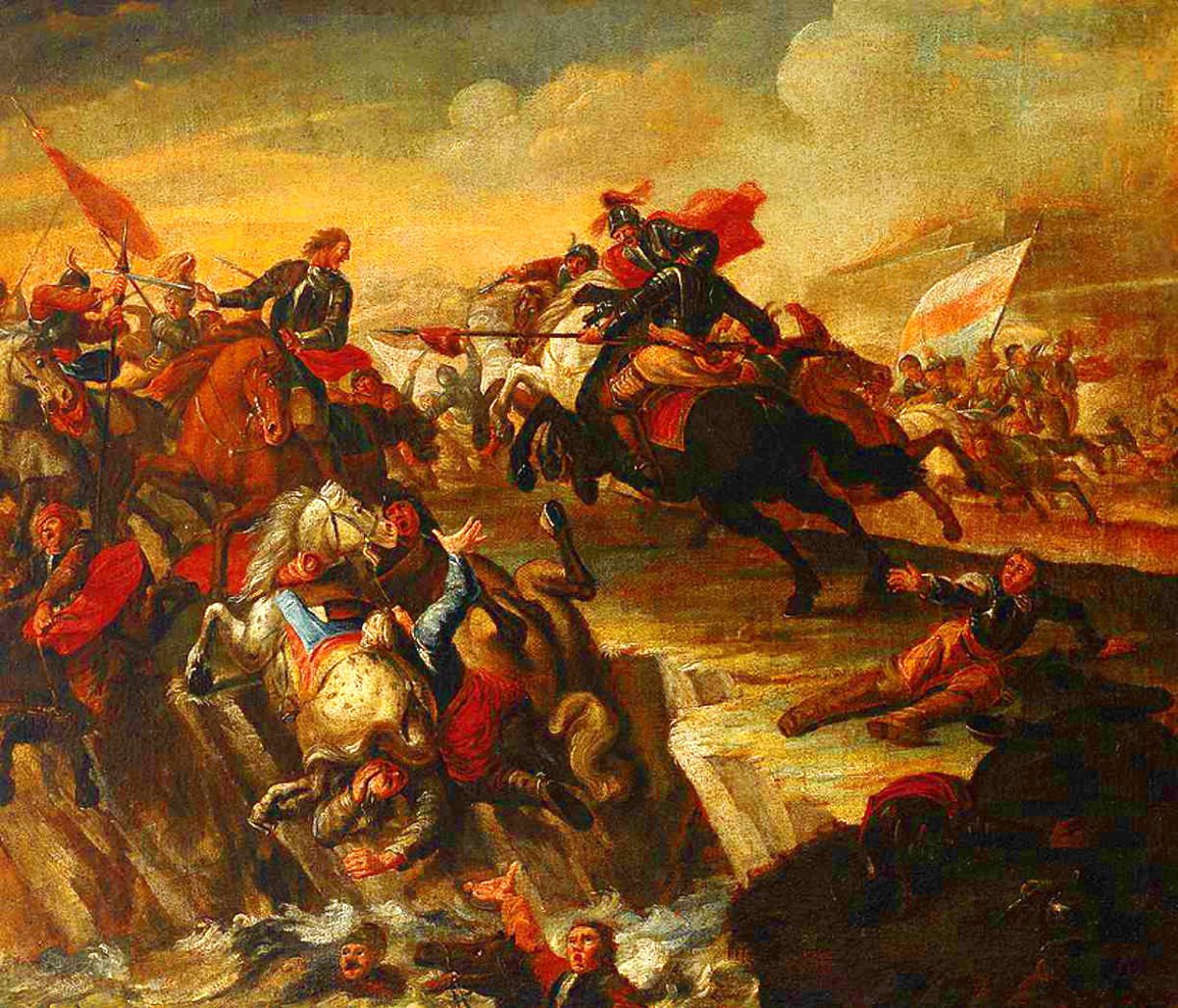
Rákócziho povstání

Pokusy Habsburků prosadit absolutismus, katolictví a omezit moc uherské šlechty vyústily v letech 1604–1711 v protihabsburská stavovská povstání (povstání Štěpána Bočkaje, povstání Gabriela Betlena, Rákócziho povstání ad.). Habsburkové všechna potlačili a říši centralizovali, pozitivním jevem pro Maďary bylo aspoň to, že se Habsburkům nakonec podařilo scelit původní uherské území vytlačením Turků – roku 1691 dobyli Sedmihradsko, po bitvě u Vídně v roce 1683 a bitvě u Zenty roku 1697 vytlačili Turky definitivně ze střední Evropy (Karlovický mír) a roku 1718 pak dobyli poslední území v jihovýchodním Maďarsku.

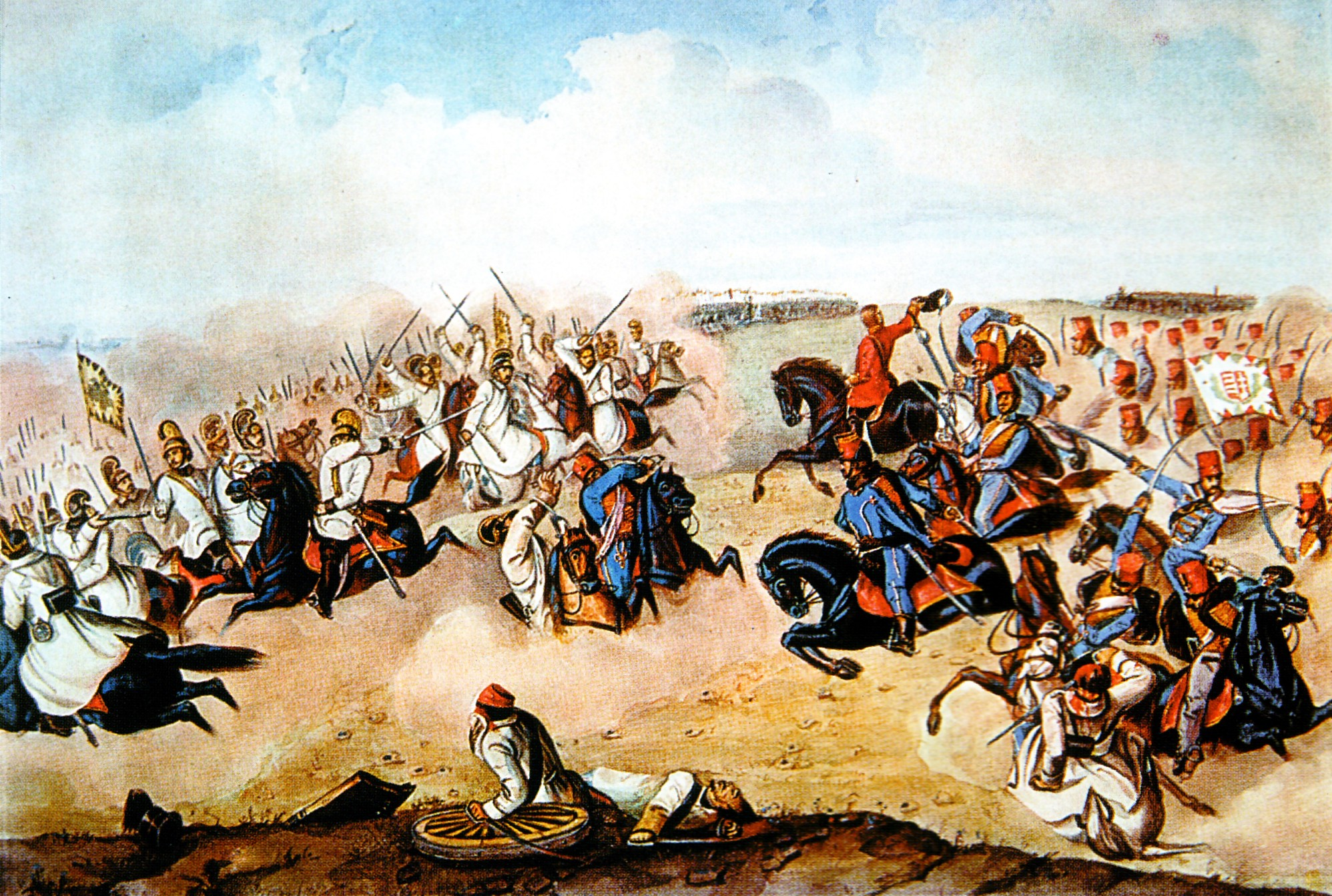
Bitva mezi Maďary a Rakušany během maďarské války za nezávislost v letech 1848–1849

Nespokojenost se stagnací, politickou i hospodářskou, byla však v Uhersku trvalá. Ve 30. letech 19. století vzniklo reformní hnutí zaměřené především na hospodářské otázky vedené hrabětem Istvánem Széchenyim. V březnu 1848 vypuklo v Budapešti, pod vlivem únorové revoluce ve Francii, povstání. Hlavním vůdcem byl Lajos Kossuth, vojenským velitelem Artur Görgey, pěvcem revoluce byl Sándor Petőfi, Lajos Batthyány se ujal funkce ministerského předsedy. Povstání mělo demokratizační požadavky, ale na rozdíl od jiných zemí monarchie přerostlo v Uhersku ve válku o nezávislost. Sněm zasedající v Debrecínu sesadil Habsburky z trůnu a Kossutha prohlásil hlavou nového státu. Ten však netrval dlouho. Navzdory podpoře polských dobrovolníků vedených Józefem Bemem, Vídeň povstání utopila v krvi, s pomocí ruské carské armády vedené Ivanem Paskevičem. Povstalci kapitulovali u Világoše (dnešní Șiria) 13. srpna 1849.

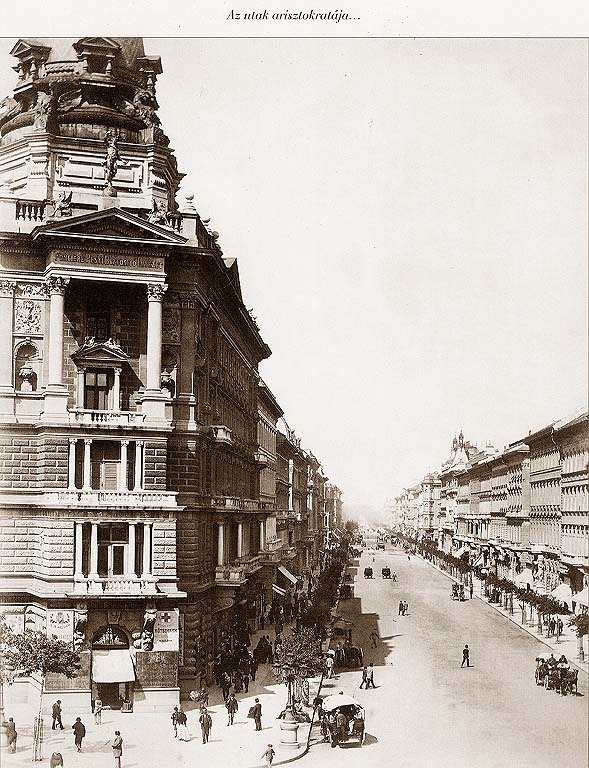
Budapešť v roce 1875

Po prusko-rakouské válce z roku 1866, kterou Habsburkové prohráli, což je oslabilo i uvnitř říše, se však Maďarům podařilo dosáhnout Rakousko-uherského vyrovnání (1867), čímž vzniklo Rakousko-Uhersko. Toto vyrovnání dávalo Uhersku, oficiálně Zemím Koruny svatoštěpánské, neboli takzvanému Zalitavsku, takřka úplnou autonomii. 

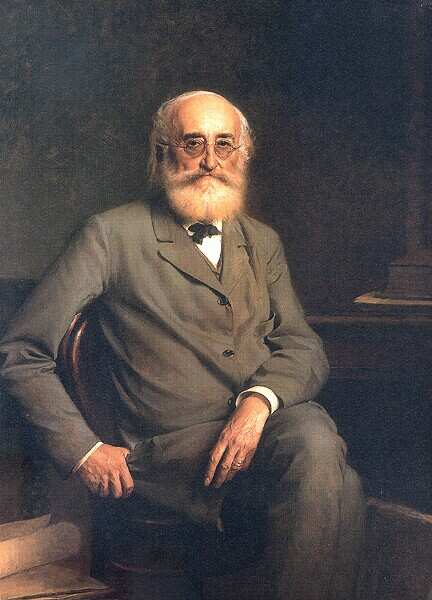
Kálmán Tisza

Moc získali místní politici, jako byl například první ministerský předseda Gyula Andrássy starší, či později zakladatel vlivné Liberální strany (Szabadelvű Párt) Kálmán Tisza a jeho syn István Tisza. Maďaři nicméně autonomii, kterou sami získali, nebyli ochotni dát národnostním menšinám na vlastním území (např. Slovákům) a Zalitavsko se tak stalo prostorem maďarizace a mnohem většího národnostního útlaku než Předlitavsko s centrem ve Vídni.
Po roce 1910 se celkově stupňovalo napětí v celé Evropě, 28. června 1914 spáchali srbští studenti v Bosně úspěšný atentát na Františka Ferdinanda d’Este. Rakousko-Uhersko poté vyhlásilo Srbsku ultimátum a zajistilo si pro případnou válku podporu Německa. Srbsko požadavky rakouského ultimáta téměř zcela přijalo, přesto přerušilo Rakousko-Uhersko jednání (23. července) a vyhlásilo částečnou mobilizaci a poté (28. července) i válku. Tím začala, jak se brzy ukázalo, první světová válka, při které se dostala do konfliktu prakticky celá Evropa.
V Rakousku-Uhersku se v průběhu války projevily všechny jeho problémy. Jedním z největších byla národní nejednotnost a špatná ekonomická situace, válka Rakousko-Uhersko vyčerpávala více než jiné země, a to se bylo nuceno orientovat stále více na Německo, což vzbuzovalo nelibost u neněmeckých národů monarchie. Po smrti Františka Josefa I. (21. listopadu 1916), nastoupil na trůn Karel I., jeho politika však nedokázala najít cestu k novým národním snahám. V již zoufalé situaci se pokusil vyhlásit 16. října 1918 federaci, ještě v průběhu října se však začalo Rakousko-Uhersko rozpadat a 1. listopadu zprostil Karel I. uherskou vládu přísahy věrnosti.

### Meziválečná doba a 2. světová válka

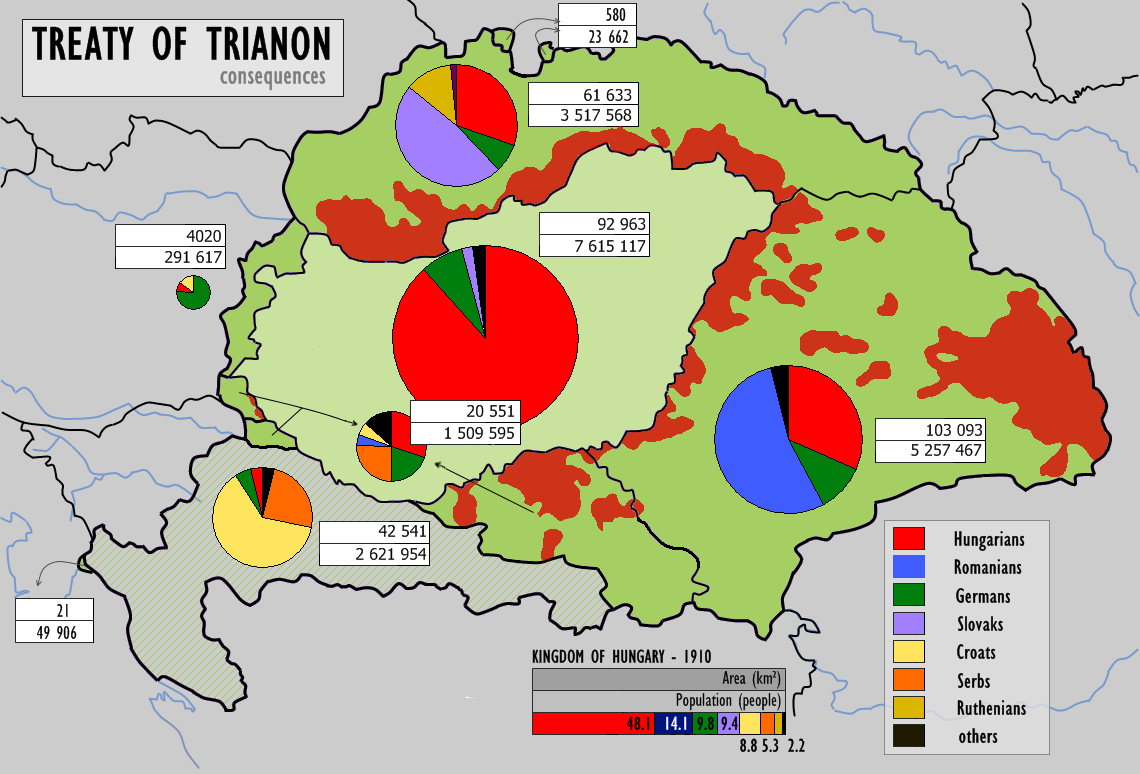
Na základě Trianonské smlouvy získalo Maďarsko 28 % území Uherska, ale bez mořských přístavů a 3 425 000 etnických Maďarů se ocitlo mimo zemi
Území s maďarskou většinou (podle sčítání lidu v roce 1910) odtržené od Maďarska

Po konci války vypukla v Maďarsku v říjnu 1918 astrová revoluce, pod jejímž tlakem byla v uherské části bývalé monarchie vyhlášena Maďarská republika pod vedením Mihálye Károlyiho. Zároveň se začaly osamostatňovat další národy poražené monrchie, jako Rumuni a Jihoslované.  Maďarská republika považovala Slovensko za svoji součást. Avšak zároveň si nárok na slovenské území dělali i představitelé nastávajícího Československa. Rozhodnout měla vojenská síla. Výhodou na Československé straně bylo, že se díky legiím a exilové zahraniční politice T. Masaryka Československo stalo součástí vítězné Dohody, zatímco Maďarská republika nikoliv. Republiku v březnu 1919 vystřídala Maďarská republika rad vedená komunisty, která disponovala silnější armádou a vývoj bojů dohodovým jednotkám zkomplikovala. Byla však nakonec poražena. K vítězství Československa tehdy přispěly jednotky  armád a dobrovolníků z Francie, Itálie, Srbska, Slovinska, Rumunska i z částí Slovenska a Maďarska. Podrobnosti v článku Maďarsko-československá válka.  Po pádu komunistické revoluce nastalo období tzv. bílého teroru a bylo obnoveno uherské království, jehož hlavou se jako regent stal bývalý rakousko-uherský admirál Miklós Horthy.
4. června 1920 bylo Maďarsko velmocemi přinuceno podepsat Trianonskou smlouvu, která v rámci Pařížských předměstských smluv určila poválečné uherské hranice. Podle této smlouvy byla severní část (tzv. Horní Uhersko), převážnou většinou obývaná Slováky, připojena k Československu (dnes Slovensko a Zakarpatská Ukrajina) a několik obcí k Polsku. Rozsáhlá východní část připadla Rumunsku. Jižní část a celé Chorvatsko-Slavonsko se staly součástí Království Srbů, Chorvatů a Slovinců (dnes jsou tato území rozdělena mezi Slovinsko, Chorvatsko a Srbsko). Poměrně malé západní pohraničí Hradsko (Burgenland) připadlo Rakousku. Zbytkové Uhersko/Maďarsko zahrnovalo pouze 29 % předchozí rozlohy (33 %, pokud nepočítáme Chorvatsko). Nové hranice byly vedeny v zásadě podle národnostního složení, ovšem mnohde byla uplatněna také strategická kritéria (hranice po řekách či na hřebenech hor) nebo dopravní hlediska, vesměs v neprospěch Maďarska. I proto zůstalo na mnoha místech bezprostředně za jeho hranicemi souvislé maďarské osídlení (nejmarkantněji na jižním Slovensku) a zhruba jeden milion maďarsky hovořících Sikulů uprostřed Rumunska. Trianonská smlouva vyvolala v Maďarsku pocit křivdy, který zcela nevyprchal ani ve 21. století.

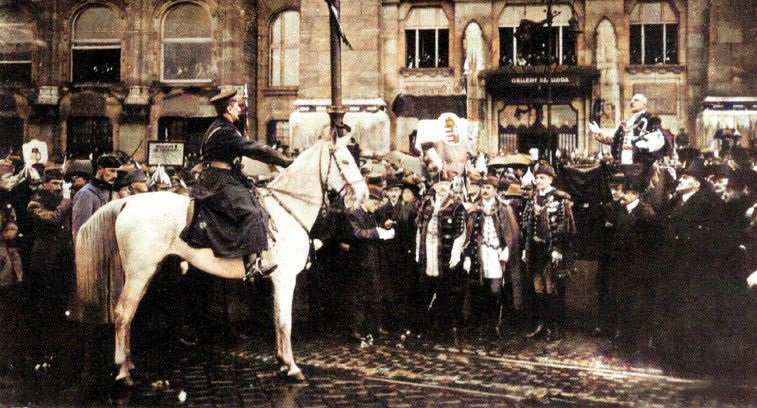
Miklós Horthy

Roku 1921 došlo ke dvěma pokusům sesazeného Karla I. (v maďarském číslování Karel IV.) získat zpět uherský trůn (který na rozdíl od rakouského formálně stále existoval), ale Miklós Horthy se přes původní příslib souhlasu pod tlakem vítězných velmocí první světové války postavil proti němu. Aby dále neeskaloval napětí (hrozila též intervence Malé Dohody), Karel nakonec ustoupil. V listopadu pak maďarský parlament definitivně sesadil Habsburky z trůnu. V následném meziválečném období, ve kterém byl Horthy regentem království, hledalo Maďarsko spojence ve svých snahách o revizi Trianonské smlouvy. To jej nasměrovalo hlavně k Itálii ovládané Benitem Mussolinim. Domácí politika se vyznačovala konzervatismem a perzekucí levice, od 30. let sílily fašistické tendence, reprezentované zejména Gyulou Gömbösem.

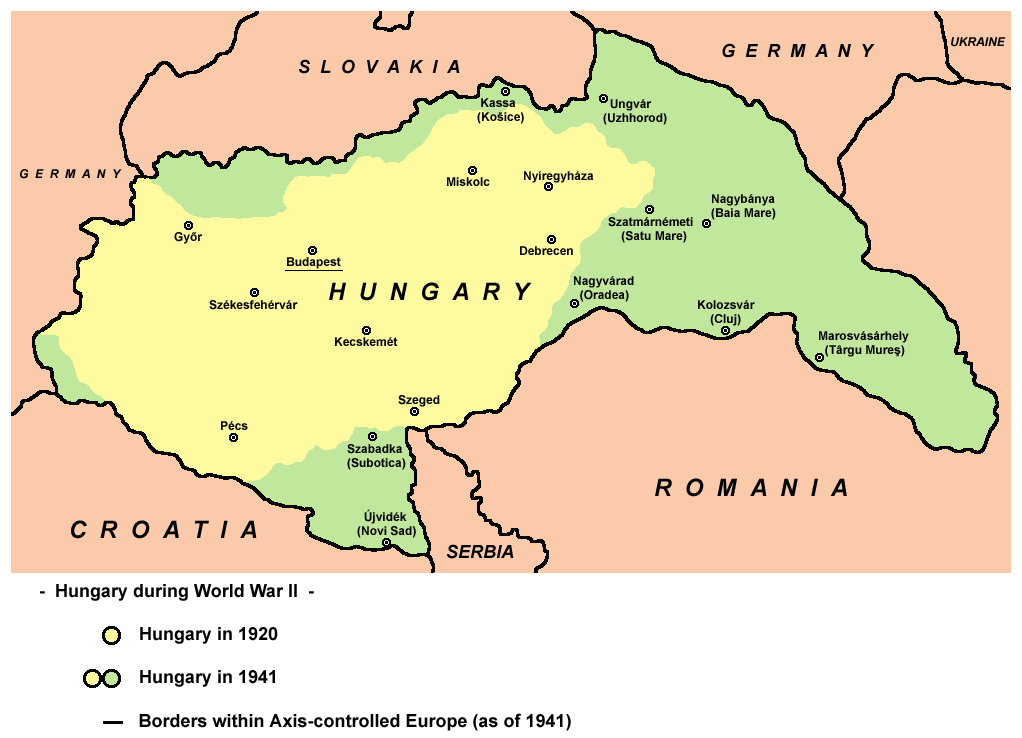
Územní rozsah Maďarského království během druhé světové války:
Maďarské území po roce 1918
Území získané v letech 1938–1941

V předvečer druhé světové války Maďarské království, stále pod vedením regenta Horthyho, udržovalo orientaci na Itálii a nověji i na nacistické Německo, od čehož si slibovalo zisk ztracených území. Dostávalo se tak do paradoxní situace, protože Slovenský stát, vzniklý 14. března 1939, a Rumunsko, jemuž zejména kladlo Maďarsko své územní požadavky, byly také německými spojenci. Maďarsko však bylo Adolfem Hitlerem preferováno. Jednou ze zaplacených cen bylo, že mnoho maďarských Židů bylo na konci války deportováno do vyhlazovacích koncentračních táborů. Maďarští Romové měli osud podobný, i když ne v tak velké míře. V realizaci holokaustu Němcům pomáhali zejména místní fašisté ze Strany Šípových křížů.
Zprvu maďarská zahraniční politika nesla dočasné dílčí úspěchy. V rámci takzvané první vídeňské arbitráže bylo k Maďarsku připojeno jihoslovenské pohraničí. Po rozbití Československa Hitlerem v březnu 1939 zabralo Maďarsko i celou Podkarpatskou Rus a ve druhé vídeňské arbitráži roku 1940 získalo pod německou patronací i severovýchodní Sedmihradsko. Přesto až do roku 1941 dokázalo Maďarsko udržovat zdání neutrality, teprve pak se připojilo k německým vojenským akcím. Dobylo část jugoslávské Vojvodiny a účastnilo se invaze do Sovětského svazu. Když se začala blížit definitivní porážka Německa, zahájil Horthy v polovině října 1944 jednání se Sovětským svazem. 

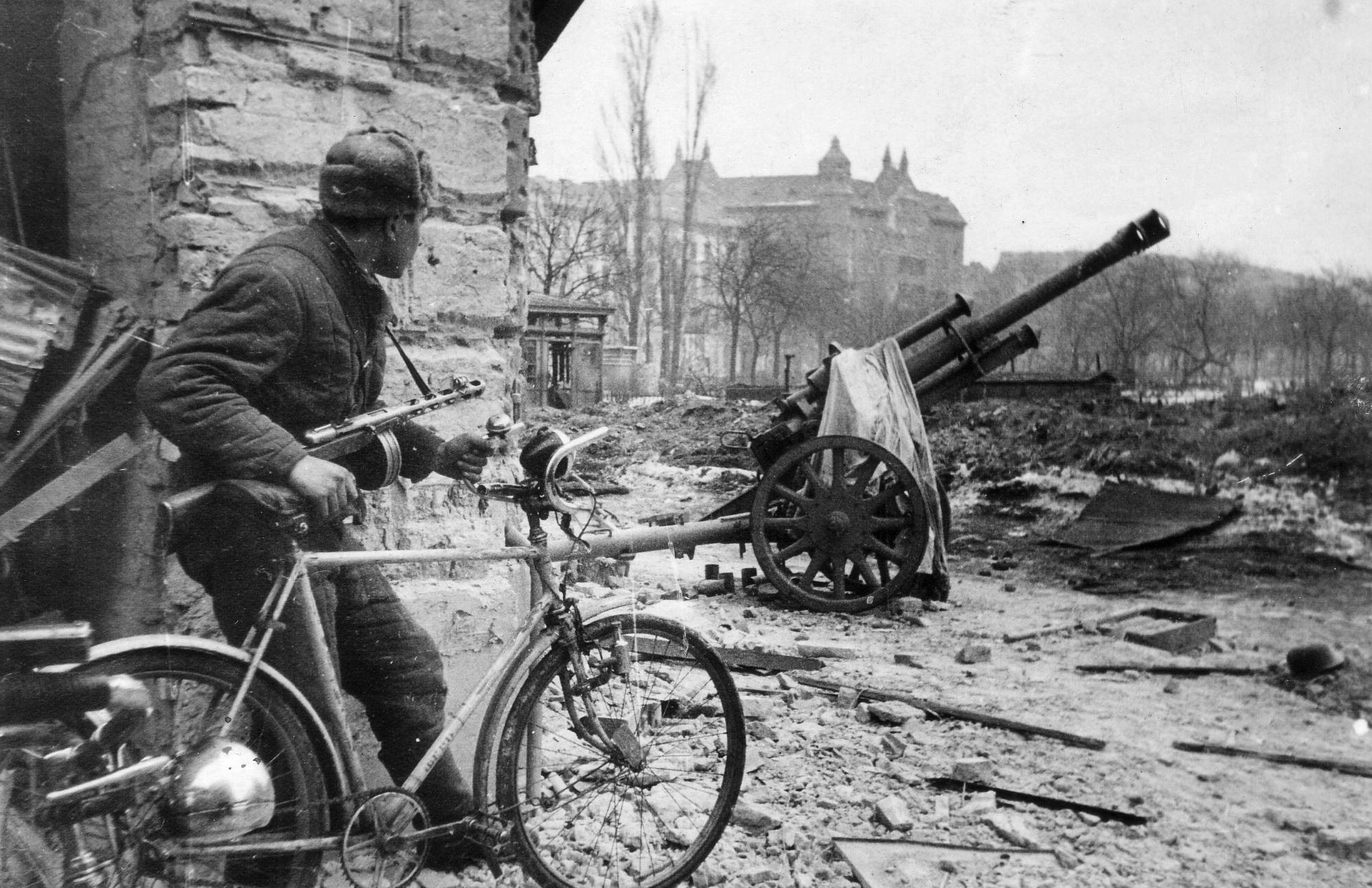
Bitva o Budapešť

Nacisté reagovali tím, že nejprve Maďarsko okupovali (Operace Margarethe) a nakonec zajali i Horthyho a do čela tzv. vlády národní jednoty postavili vůdce maďarských fašistů Ference Szálasiho (Operace Panzerfaust).
V této době už byla před branami Budapešti Rudá armáda. Podle Hitlera byla Budapešť poslední překážka, která mohla zastavit Rudou armádu před příchodem do Vídně a pak do celého Německa. Hitler tedy nakázal bránit Budapešť do posledního muže. Pro Sovětský svaz bylo dobytí Budapešti otázkou prestiže a nároku na kontrolu nad Maďarskem při poválečném rozdělování Evropy. Obě strany tedy vedly boje s velkým nasazením a nebraly ohled na počty padlých vojáků a civilistů. Ustupující německá armáda nasadila vzdušné síly a začala Budapešť bombardovat. Vyhodila do povětří všechny mosty přes Dunaj a zničila také mnoho domů. Po téměř stodenním boji (známém především jako budapešťská operace) bylo město plné trosek a mrtvol, jichž bylo minimálně půl milionu.

### Socialistická éra

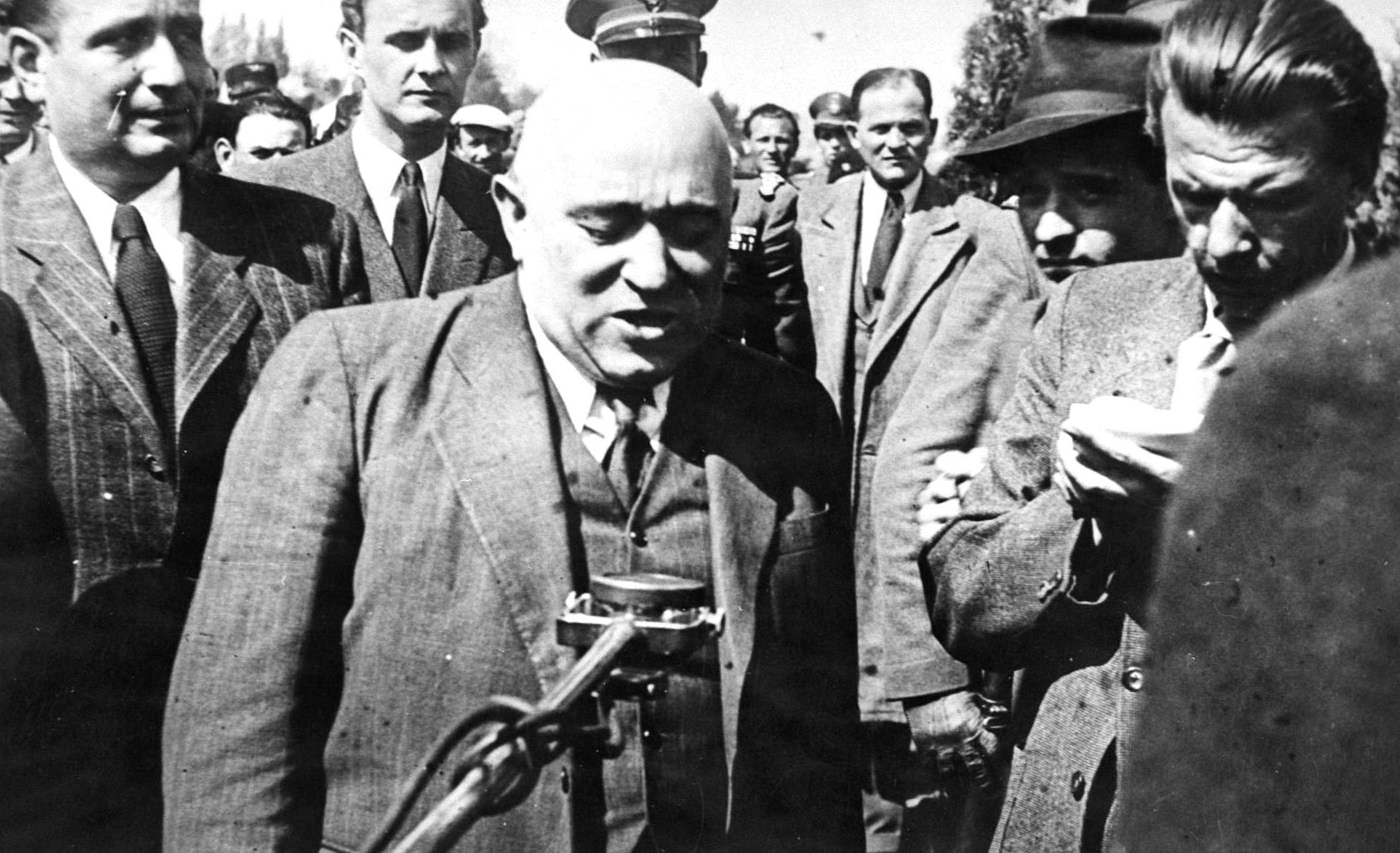
Mátyás Rákosi

Po druhé světové válce vznikla druhá Maďarská republika, která již byla v sovětské sféře vlivu. Pro socialistický vývoj země mělo význam sloučení Maďarské komunistické strany a Sociálně demokratické strany Maďarska v Maďarskou stranu pracujících (později byla nahrazena Maďarskou socialistickou dělnickou stranou). Dne 15. srpna 1949 byla vyhlášena Maďarská lidová republika a 20. srpna Národní shromáždění přijalo zákon o nové ústavě. Národní hospodářství bylo, podobně jako ve všech zemích tzv. východního bloku, z velké části zestátněno a podrobeno centrálnímu plánování pod sovětským vlivem.

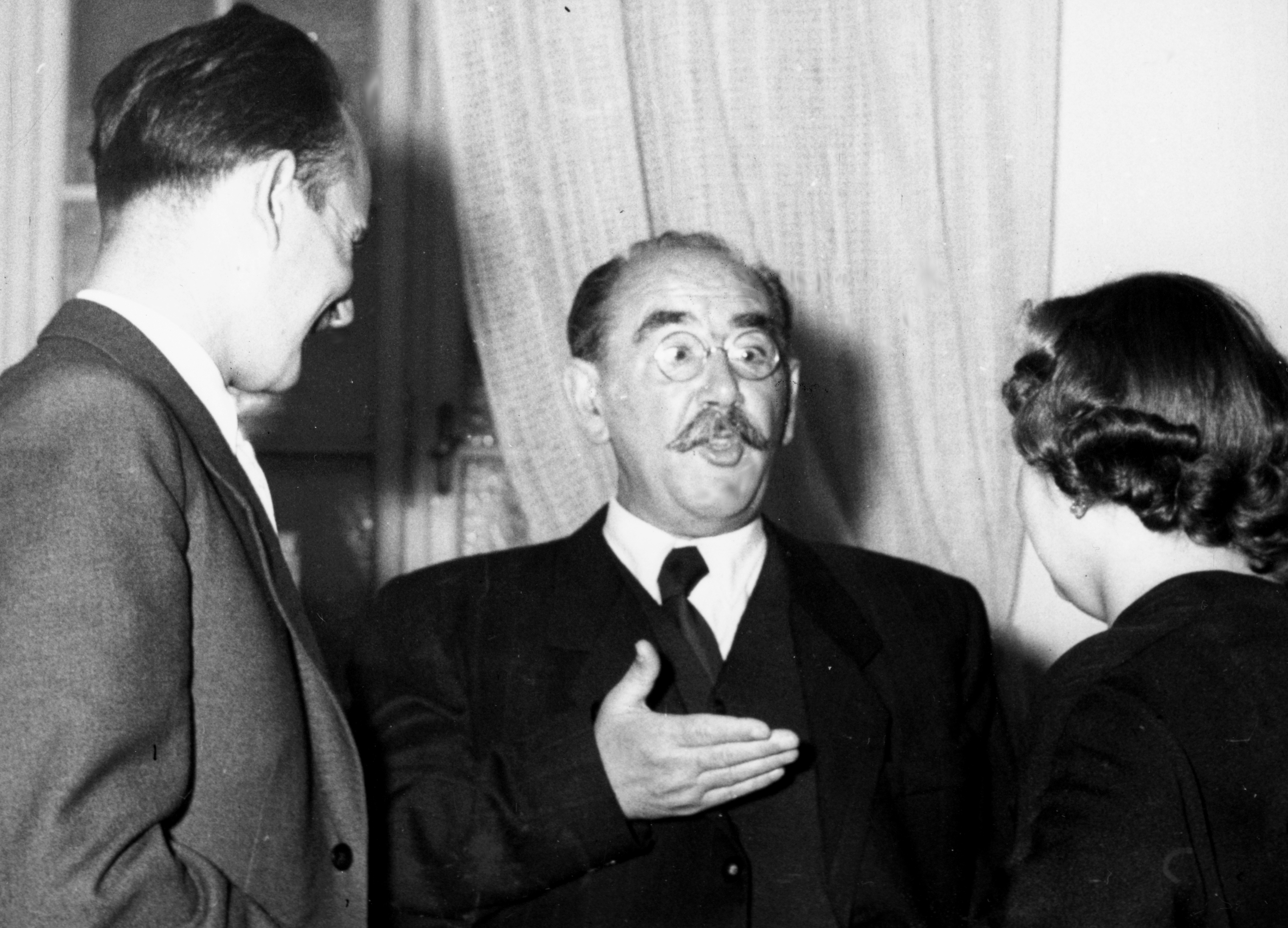
Imre Nagy

Maďarskou politiku ovládli stalinisté v čele s Mátyásem Rákosim, který zastával funkci generálního tajemníka komunistů. Začaly soudní procesy proti „nepřátelům lidu“, jenom v letech 1952 až 1955 bylo odsouzeno k různým trestům více než 500 000 osob. K nejznámějším obětem represí patřil László Rajk, popravený v roce 1949. Příslušníci ÁVH (tajná policie) rozhodovali o osudech a životech statisíců lidí. Po Stalinově smrti v březnu 1953 obvinilo nové vedení Sovětského svazu Rákosiho z podpory kultu osobnosti a novým maďarským premiérem se stal Imre Nagy.

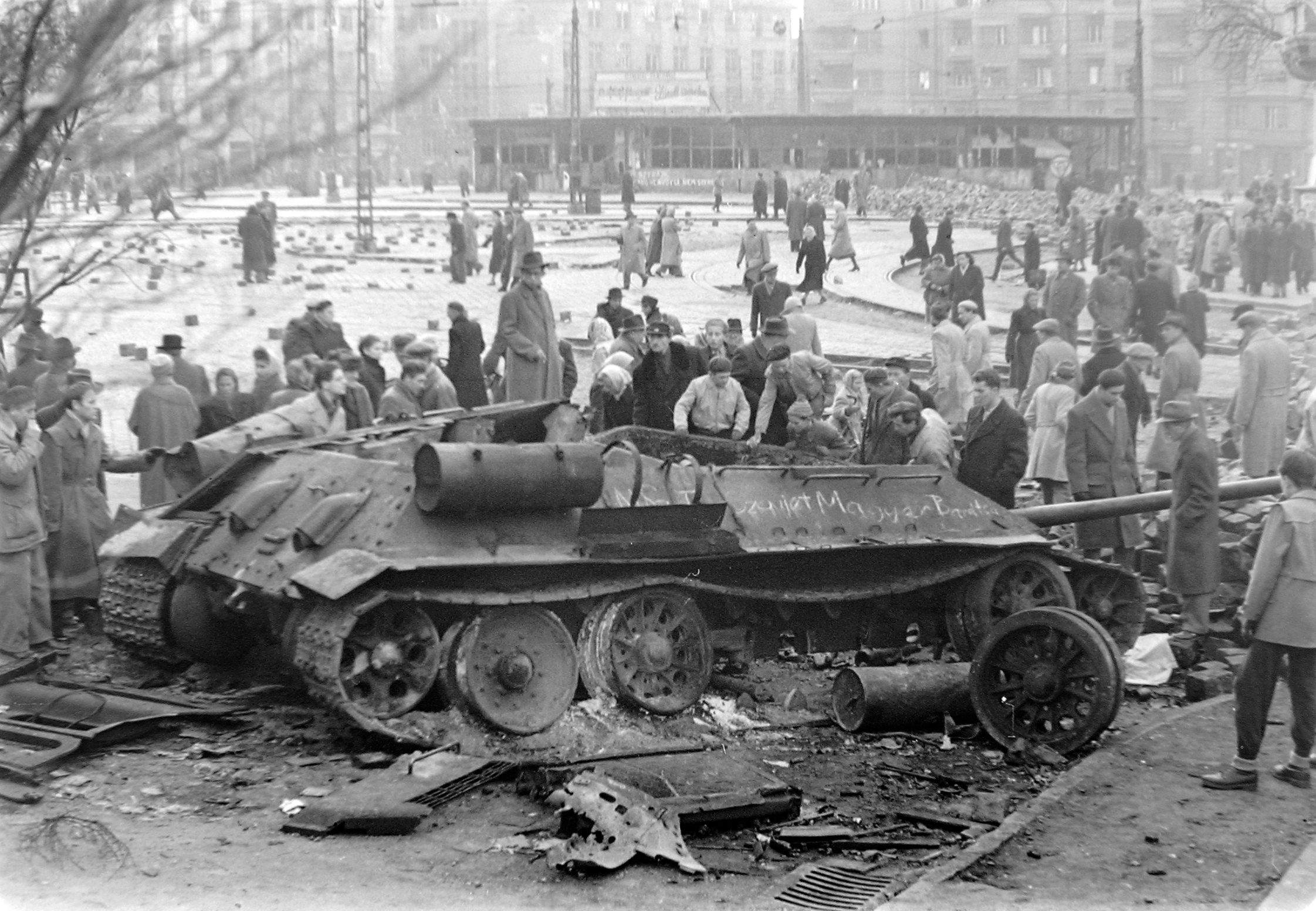
Zničený sovětský tank v Budapešti během povstání roku 1956; podle časopisu Time se osobností roku 1956 stal maďarský bojovník za svobodu

V polovině padesátých let v Maďarsku sílilo protikomunistické cítění, které vyvrcholilo povstáním na podzim roku 1956. Shromažďovaly se velké zástupy lidí a protesty byly čím dál větší. Po velkých bojích, které proběhly u Maďarského rádia mezi demonstrujícími a policií, se zdálo, že komunisté ustoupí. Došlo však k vojenské intervenci Sovětského svazu. Maďarští politici se pokusili vyjednat odchod sovětských vojsk z území Maďarska a zaujmout pozici neutrálního státu po vzoru sousedního Rakouska. Imre Nagy vyhlásil vystoupení Maďarska z Varšavského paktu a jeho neutralitu. Západ sledoval situaci jen zpovzdálí, podle některých zdrojů byla tehdy uzavřena tajná dohoda Sovětského svazu a Spojených států amerických o Suezském průplavu, kterou bylo údajně dohodnuto, že se Sověti vzdají vlivu na průplav, ale Západ nebude zasahovat do revoluce v Maďarsku.
Mezinárodní neutralita Maďarské lidové republiky nemohla být tehdy pro Sovětský svaz přijatelná, a tak po zdánlivém odchodu ze země sovětská vojska již po několika dnech opět vstoupila na území Maďarska. Sovětské letectvo začalo bombardovat Budapešť a v ulicích vypukly opět boje mezi povstalci a sovětskou armádou vyzbrojenou tanky a jinými těžkými zbraněmi. Povstání bylo potlačeno a nová, Sověty dosazená, maďarská vláda v čele s Jánosem Kádárem vrátila zemi do sféry tzv. východního bloku. Sen o neutrálním demokratickém Maďarsku se rozplynul a sovětská armáda zůstala na území Maďarska až do roku 1991, stejně jako v ČSSR po roce 1968.

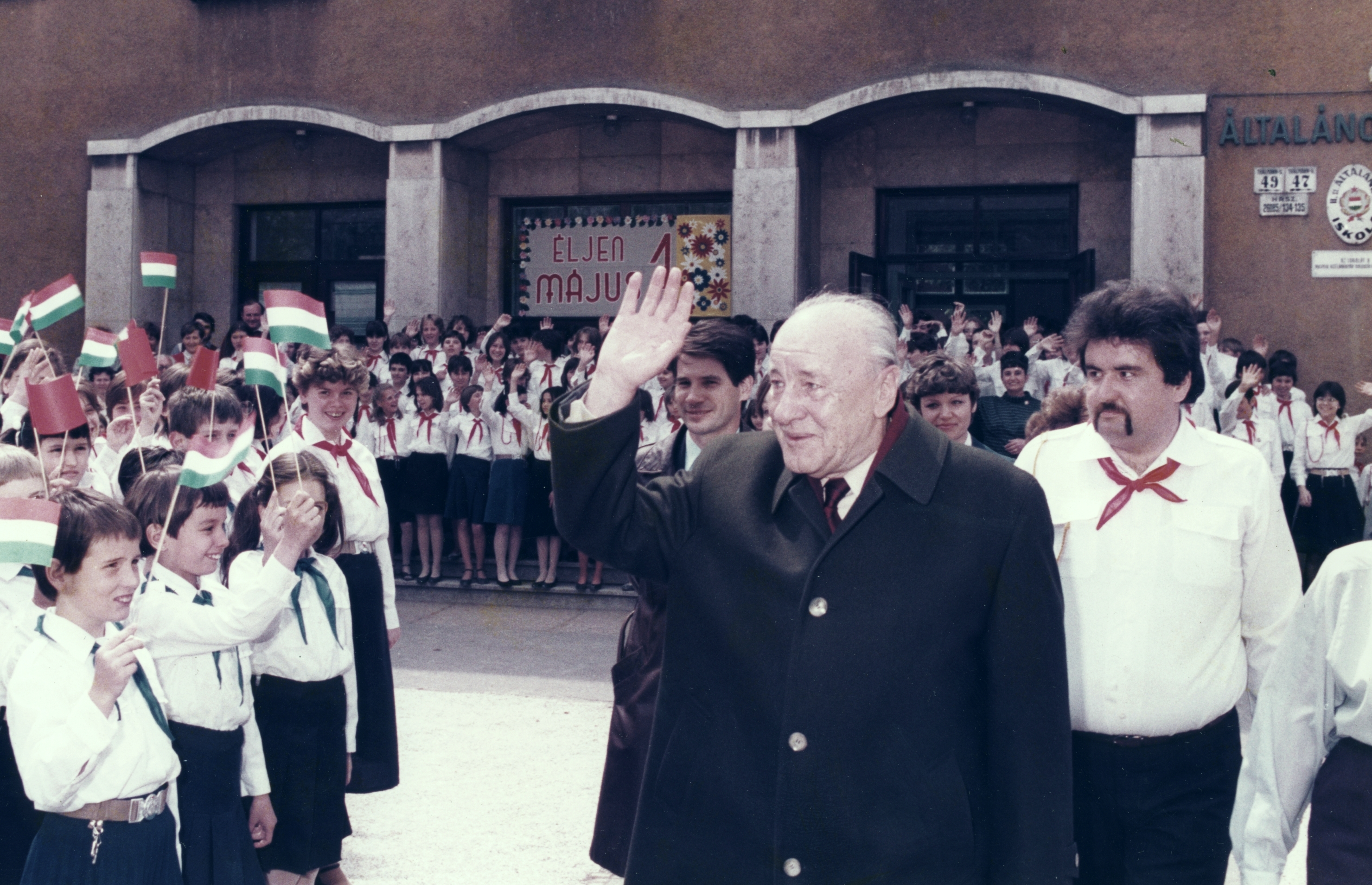
János Kádár

Ve dnech 9. a 15. června 1958 se konal proces s Imre Nagyem a jeho spolupracovníky. Všichni byli shledáni vinnými ze spiknutí, jehož cílem bylo svrhnout lidově demokratický režim, a odsouzeni k trestu smrti. Bývalý premiér Imre Nagy, jeho poradce Miklós Gimes a ministr obrany Pál Maléter byli popraveni 16. června 1958. Ostatní vládní spolupracovníci byli uvězněni.
Nový kádárovský režim však neznamenal návrat k nejtěžším represím stalinismu. Naopak, zejména od 60. let patřil k nejmírnějším ve východním bloku a zavedl některé liberální prvky především v ekonomické oblasti („gulášový socialismus“). Během 80. let se Maďarsko mohlo vydat cestou pozvolných reforem. Moc tehdy postupně převzaly reformní síly uvnitř vládnoucí socialistické strany.

### Od pádu socialismu dodnes

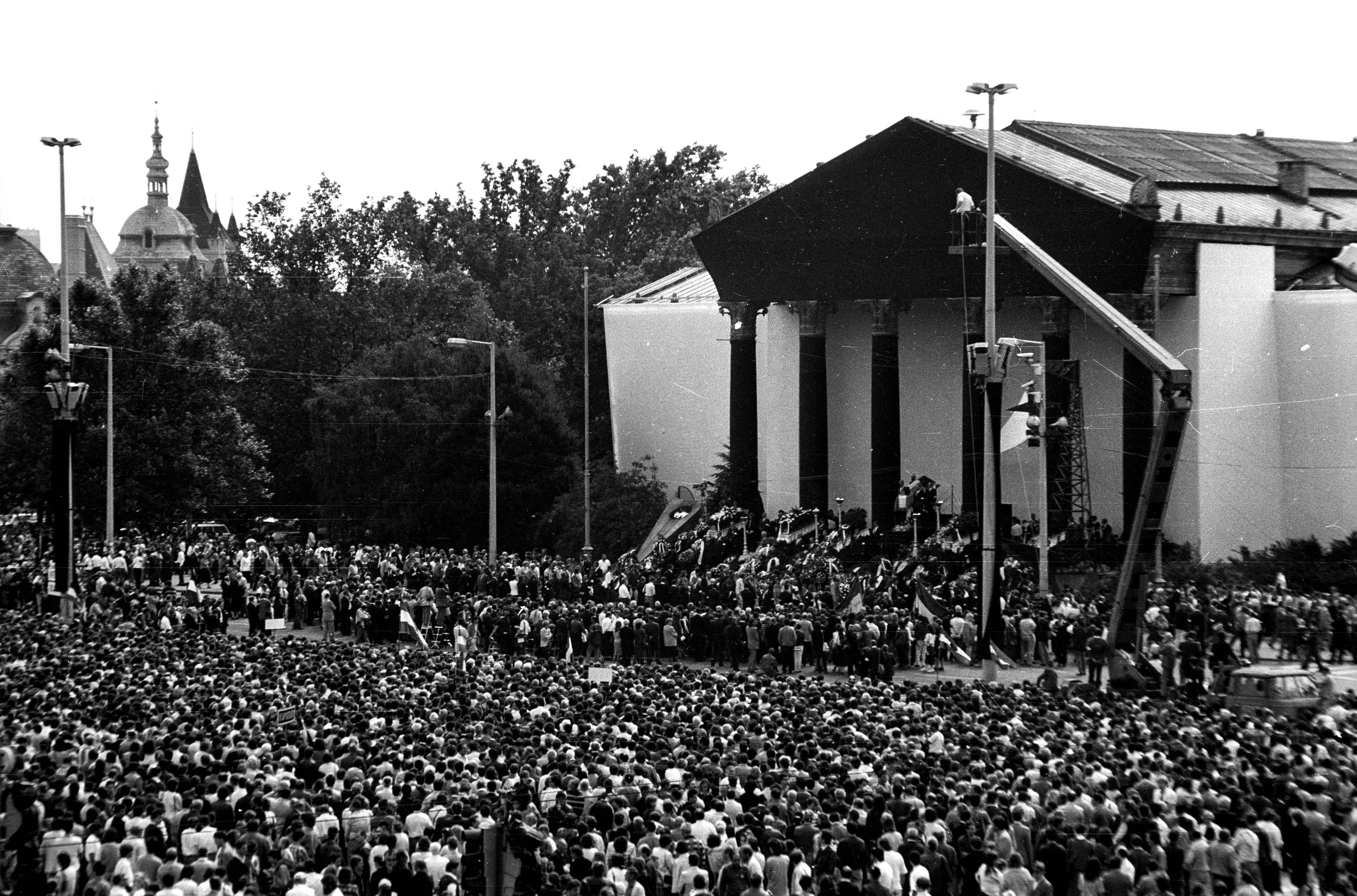
Pohřeb Imre Nagye roku 1989

Pád komunismu v Maďarsku byl poklidný a měl několik mezníků, k nimž patřilo založení Maďarského demokratického fóra v roce 1987, postupné odvolávání Jánose Kádára z funkcí v letech 1988–1989 a posilování pozic reformistů typu Miklóse Németha či Imre Pozsgaye, prohlášení ústředního výboru komunistické strany z ledna 1989, které říkalo, že maďarská revoluce z roku 1956 nebyla kontrarevolucí, rehabilitace Imre Nagye Nejvyšším soudem v červnu 1989 a jeho následný pohřeb, jehož se zúčastnilo 300 000 lidí a Viktor Orbán na něm vyzval k odchodu sovětských vojsk, symbolické přestřižení drátů na hranicích s Rakouskem na konci června, dohoda komunistů s opozicí z 18. září 1989 o přechodu k systému více stran, seberozpuštění komunistické strany 7. října (a její transformace v sociální demokracii) či 23. říjen 1989, kdy vešla v platnost nová ústava a byl zvolen nový prezident Mátyás Szűrös, který z balkónu Országházu slavnostně vyhlásil Třetí Maďarskou republiku. 25. března 1990 se pak konaly první svobodné volby a v Maďarsku tak bylo, v zásadě poprvé v jeho dějinách, ustaveno demokratické státní zřízení. Maďaři se pak rychle zapojili do západních struktur, v roce 1999 se Maďarsko stalo členem NATO, v roce 2004 členem EU.

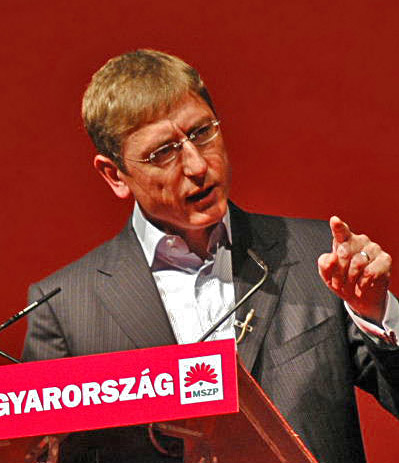
Premiér Maďarska v letech 2004–2009 Ferenc Gyurcsány

Na podzim 2006 proběhlo po celém Maďarsku několik protivládních demonstrací za odstoupení premiéra Ference Gyurcsánye z MSZP, který veřejnosti přiznal, že v zájmu vítězství své strany lhal před volbami o státním rozpočtu a skutečném stavu maďarské ekonomiky. V rámci reforem zavedl Gyurcsány poplatky za školství a zdravotnictví, které však byly později v referendu odmítnuty. Demonstrací se vedle opoziční strany Fidesz a demonstrujících Maďarů zúčastnili i maďarští nacionalisté. V ulicích visely staré maďarské (Arpádské) červeno-bílé vlajky.
Nespokojenost s levicovou vládou nepřímo přidávala na popularitě nacionalistické skupině tzv. „Maďarské gardě“. Její členové volají po znovunabytí území, která před Trianonskou smlouvou patřila k Maďarsku (Uhersku) a byla tehdy získána okolními státy. Kromě demonstrací proběhlo v letech 2006 až 2008 také několik stávek požadujících většinou vyšší platy (např. třídenní stávka železničářů společnosti MÁV). Těmto potížím přidala na síle také finanční krize, která na podzim roku 2008 silně zasáhla maďarskou ekonomiku.
V parlamentních volbách 2010, které proběhly ve dvou kolech 11. dubna a 25. dubna 2010, získaly politické strany následující mandáty: Fidesz-KDNP 263 mandátů, MSZP 59 mandátů, nacionalistická strana Jobbik 47 mandátů a LMP 16 mandátů. Dále byl zvolen poslancem nezávislý kandidát Oszkár Molnár.

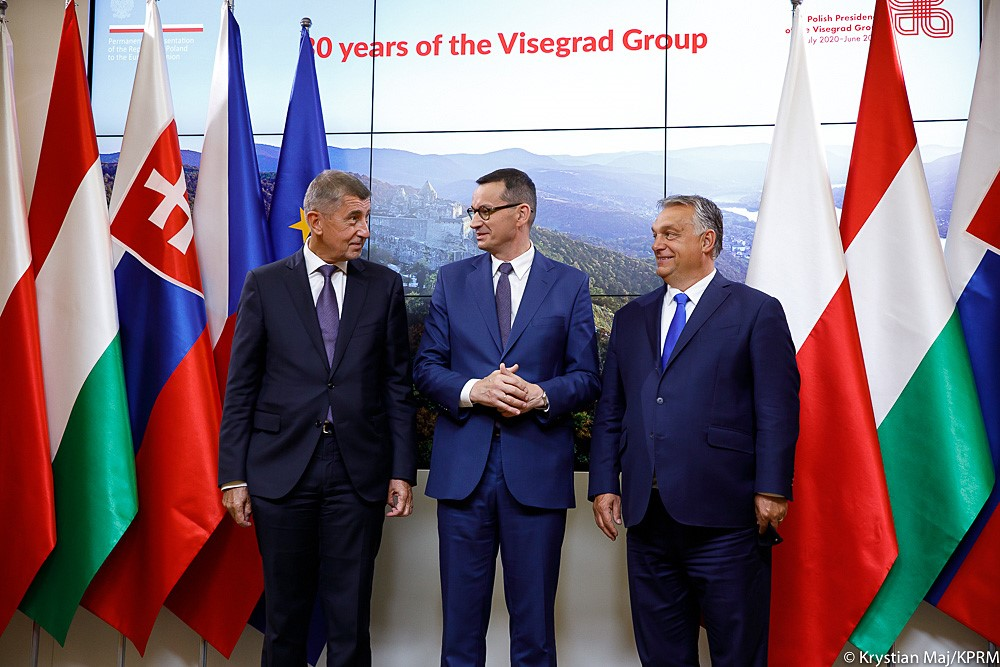
Viktor Orbán a další představitelé zemí Visegrádské skupiny v roce 2020

Po volbách 2010 vznikla v Maďarsku pravicově zaměřená nová vláda, někdy také nazývaná Vláda národní spolupráce, vedená Viktorem Orbánem. Je u moci od 29. května 2010 a tvoří ji zástupci vítězných stran Fidesz a KDNP, které pro tyto volby sestavily společnou kandidátku. Vláda se v parlamentu opírá o ústavní více než dvoutřetinovou většinu, což jí umožnilo dalekosáhlé změny ústavního a právního pořádku, které však postupně narážejí na odpor i ze strany EU.
Jako jedno ze zásadních opatření schválilo Národní shromáždění dne 18. dubna 2011 novou ústavu nahrazující dotud platnou starou ústavu z roku 1949. Platnost nové ústavy započala 1. ledna 2012. Název státu se změnil z Maďarská republika (Magyar Köztársaság) na jednoslovné Maďarsko (Magyarország).
Orbán a jeho Fidesz drží moc doposavad. Vztahy s Ukrajinou jsou komplikovány postavením maďarské menšiny na Ukrajině a přestože Maďarsko v roce 2022 odsoudilo ruskou invazi na Ukrajinu, hlasovalo pro evropské sankce proti Rusku a bylo Ruskem zařazeno na seznam "nikoli přátelských zemí", tak byl Orbán pro své kontroverzní výroky proti Ukrajině obviněn ze zastávání proruských postojů. Významně tím mj. narušil spolupráci ve Visegrádské čtyřce.

## Státní symboly

### Vlajka
Maďarská vlajka je tvořena listem o poměru stran 1:2 (státní vlajka, národní vlajka se smí užívat v poměrech stran 1:2 a 2:3) se třemi vodorovnými pruhy – červeným, bílým a zeleným.

### Znak
Maďarský státní znak je tvořen polceným štítem. První pole je sedmkrát červeno-stříbrně děleno, ve druhém poli je zelené trojvrší se zlatou korunou, z níž vystupuje stříbrný dvojramenný kříž. Nad štítem je koruna sv. Štěpána I, zakladatele Uherského království, se šikmým křížem.

### Hymna
Maďarská hymna je skladba Himnusz (česky Hymna). Autorem textu je maďarský básník a politik Ferenc Kölcsey (báseň Himnusz) a hudbu napsal skladatel Ferenc Erkel.

## Geografie

Geografická mapa Maďarska

Maďarsko je převážně rovinatá nebo mírně zvlněná země, a to díky poloze v Panonské pánvi. Relativně hornaté je pouze severní pohraničí, kam zasahují Vnitřní Západní Karpaty. Zde v pohoří Mátra se nachází i nejvyšší bod Maďarska, hora Kékes (1015 m). Asi polovinu Maďarska na jihovýchodě a východě vyplňuje Velká uherská nížina (Alföld), která zasahuje i do sousedního Rumunska, Srbska, na Slovensko a na Ukrajinu. Plochá krajina Velké uherské nížiny je z velké části přeměněna na zemědělskou, zachovaly se ale zbytky původní středoevropské maďarské stepi, označované jako pusta. Tato krajina je ochraňována např. v národním parku Hortobágy.

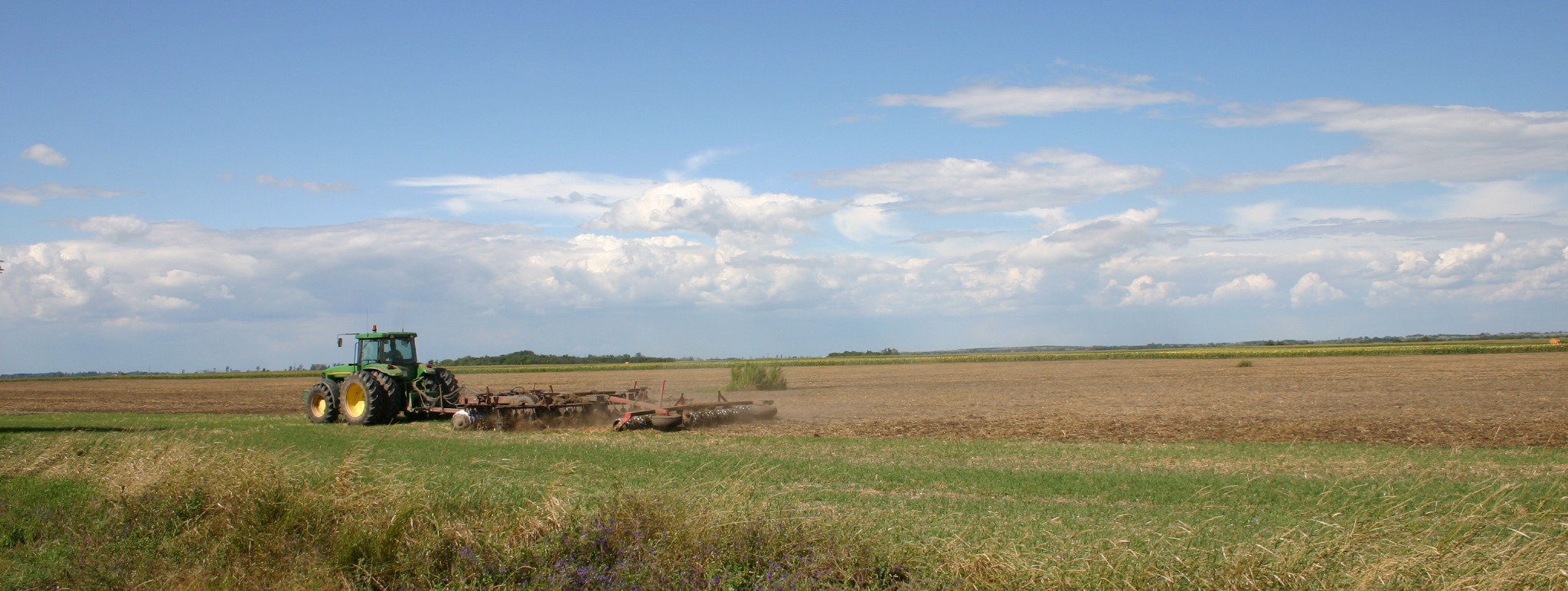
Typická rovina jižního Maďarska

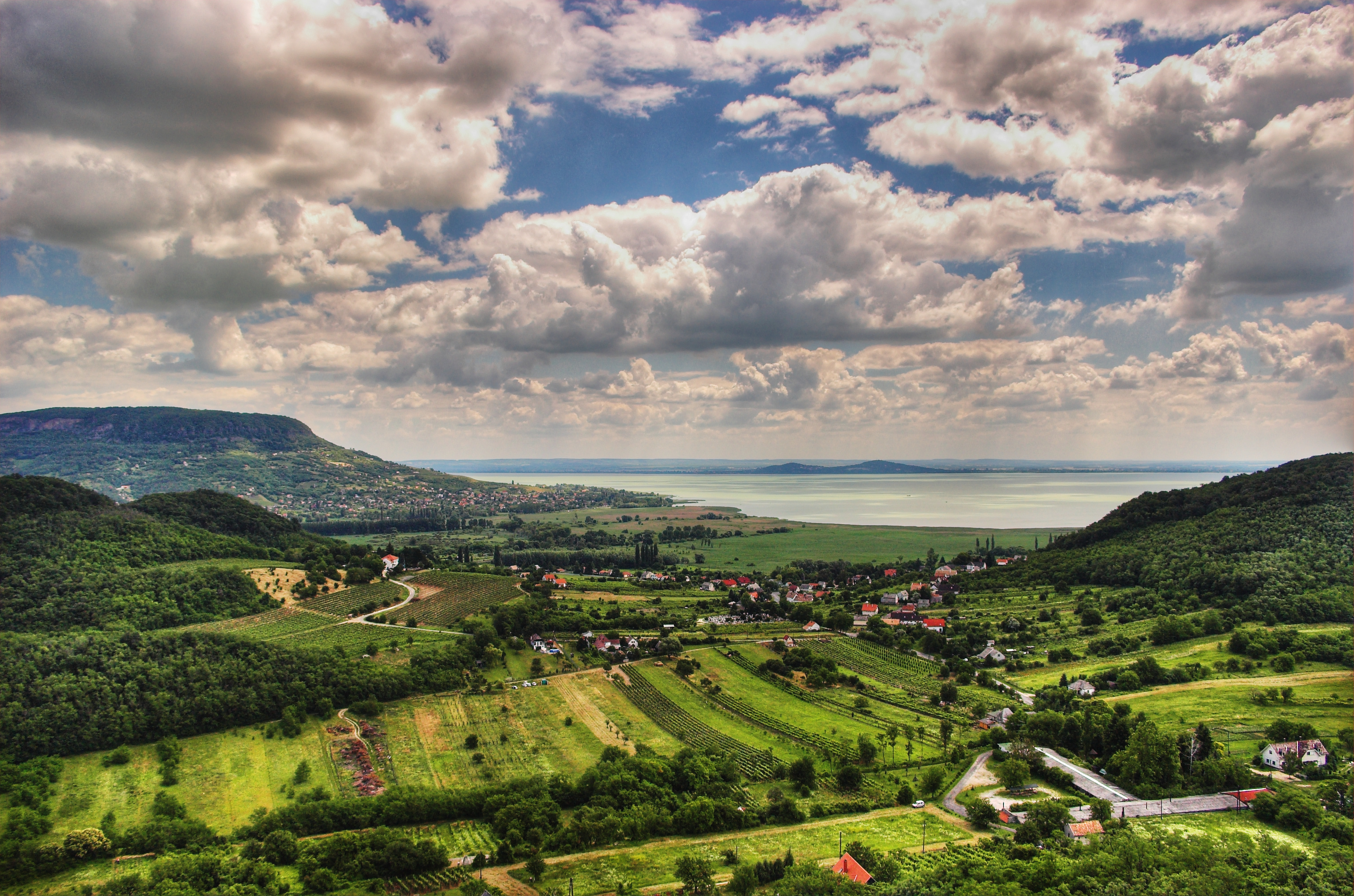
Zadunají

Jihozápad Maďarska je zvlněný až pahorkatý. Lemuje ho Zadunajské středohoří, jehož nejznámější součástí je Bakoňský les. Jižně od této linie probíhá tektonický zlom, zčásti vyplněný jezery Balaton a Velence. V okolí města Pécs se rozkládá pohoří Mecsek. Severozápadní Maďarsko v okolí města Ráb (Győr) je opět ploché, rozkládá se zde Malá uherská nížina (Kisalföld), zasahující i na Slovensko jako Podunajská nížina.
Vcelku asi 89 % území nepřesahuje nadmořskou výšku 200 m, nad 400 m n. m. leží jen asi 2 %. Různorodost reliéfu lze zaznamenat i v hlavním městě. Západní část Budapešti (Budín) je lesnatá a kopcovitá (Budínské vrchy, Piliš), východní Pešť leží oproti tomu v ploché kotlině.

### Vodstvo

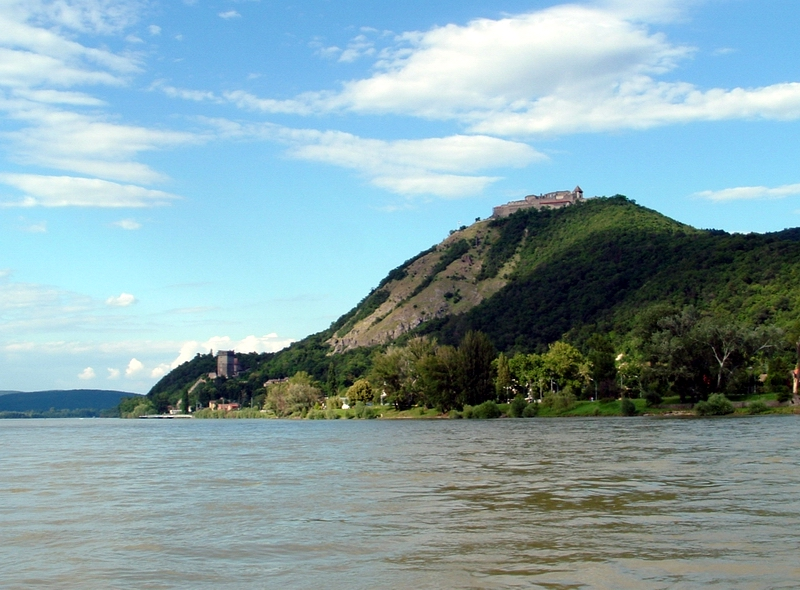
Dunaj pod hradem Visegrád

Hlavním tokem maďarského vodního systému je Dunaj, do jehož povodí celé Maďarsko spadá. Dunaj nejprve tvoří severozápadní hranici Maďarska se Slovenskem a teče na jihovýchod a posléze východ. Nad Budapeští u města Vác ostře otáčí svůj směr k jihu a protéká napříč maďarským územím, které opouští u městečka Moháč a pokračuje do Srbska. Na Dunaji leží město Budapešť, ale i řada dalších měst, například Esztergom, Komárom, Dunaújváros, Kalocsa a Baja; na vedlejším rameni Dunaje leží Ráb.
Druhou nejdůležitější řekou je Tisa (Tisza), která je osou východního Maďarska a Velké uherské nížiny, jímž protéká nejprve na severozápad, ale na maďarsko-slovensko-ukrajinském trojmezí se obrací na jihozápad a nakonec na jih. Tisa se do Dunaje vlévá až na území Srbska severně od Bělehradu; její výtok z Maďarska u Segedína je nejnižším bodem státu (79 m). Dalšími významnými městy na Tise jsou Szolnok a Tokaj.
Další významné řeky:
- Dráva – přitéká z Alp, tvoří na jihozápadě hranici s Chorvatskem;
- Rába – osa severozápadního Maďarska, vlévá se do Dunaje v Rábu;
- Ipeľ (Ipoly) – tvoří střední část maďarsko-slovenské hranice;
- Bodrog, Slaná (Sajó) – pravostranné přítoky Tisy odvodňující východ Slovenska;
- Kriš (Körös) – levostranný přítok Tisy v Alföldu;
- Maruše (Maros) – velký přítok Tisy ze Sedmihradska;
- Sió – odvodňuje Balaton do Dunaje.

Nezanedbatelnou část plochy Maďarska tvoří jezera. Kromě již zmíněných Balatonu (největší jezero ve střední Evropě) a Velence v Zadunají zasahuje na maďarské území stepní Neziderské jezero (Fertő) u Šoproně (většina v Rakousku) a v suchých nížinách se nachází mnoho dalších menších poloslaných jezírek.

### Klima
Maďarské podnebí je kontinentální s chladnými zimami a horkými léty. Průměrná roční teplota se pohybuje kolem 10 °C, v létě 27 až 35 °C, v zimě přibližně 0 až -15 °C. Ve výjimečných případech se vyskytují i extrémy o teplotě od 42 °C v létě do -29 °C v zimě. Průměrné roční množství srážek je asi 600 mm. Rozložení deště nad Maďarskem je většinou nepředvídatelné. Západní části Maďarska se obvykle dostává více srážek ročně než východní části, kde se často vyskytují velice suchá léta.
V osmdesátých letech 20. století se začaly v krajině projevovat účinky znečišťujících látek. Zejména herbicidy používané v zemědělství a řada dalších průmyslových škodlivin. Nejvíce bylo znát znečištění vodních ploch, což ohrožovalo nejen vodní živočichy, ale i volně žijící zvěř. Přestože se o tomto problému v Maďarsku ví, nebyla zatím vládou přijata potřebná opatření.
| Budapešť – podnebí          | Budapešť – podnebí | Budapešť – podnebí | Budapešť – podnebí | Budapešť – podnebí | Budapešť – podnebí | Budapešť – podnebí | Budapešť – podnebí | Budapešť – podnebí | Budapešť – podnebí | Budapešť – podnebí | Budapešť – podnebí | Budapešť – podnebí | Budapešť – podnebí |
| Období                      | leden              | únor               | březen             | duben              | květen             | červen             | červenec           | srpen              | září               | říjen              | listopad           | prosinec           | rok                |
| --------------------------- | ------------------ | ------------------ | ------------------ | ------------------ | ------------------ | ------------------ | ------------------ | ------------------ | ------------------ | ------------------ | ------------------ | ------------------ | ------------------ |
| Průměrné denní maximum [°C] | 2                  | 5                  | 11                 | 17                 | 22                 | 25                 | 27                 | 27                 | 22                 | 16                 | 8                  | 3                  | 15                 |
| Průměrné denní minimum [°C] | −3                 | −1                 | 3                  | 7                  | 12                 | 14                 | 16                 | 16                 | 12                 | 8                  | 3                  | −1                 | 7                  |
| Průměrné srážky [mm]        | 40,6               | 30,1               | 33,0               | 40,6               | 61,0               | 68,6               | 45,7               | 55,9               | 38,1               | 33,0               | 58,4               | 48,3               | 553,3              |
| Zdroj: The Weather Channel  |                    |                    |                    |                    |                    |                    |                    |                    |                    |                    |                    |                    |                    |

### Města
Hlavním městem Maďarska je Budapešť, která vznikla spojením Budína (západní část), Pešti (východní část) a Starého Budína (maďarsky Óbuda), rozkládajícího se v severozápadní části dnešního hlavního města. Druhým největším městem je v současnosti Debrecín, nacházející se na východě země nedaleko hranic s Rumunskem. Dále následuje Miskolc, severomaďarské město, které je spíše průmyslovým centrem; za socialistické éry v něm vyrůstala sídliště a průmyslové podniky.
|    | Maďarský název | České exonymum                             | Počet obyvatel |  |
| -- | -------------- | ------------------------------------------ | -------------- |  |
| 1  | Budapest       | Budapešť                                   | 1 686 222      |  |
| 2  | Debrecen       | Debrecín                                   | 204 333        |  |
| 3  | Miskolc        | Miškovec                                   | 162 905        |  |
| 4  | Szeged         | Segedín                                    | 161 889        |  |
| 5  | Pécs           | Pětikostelí                                | 147 719        |  |
| 6  | Győr           | Ráb                                        | 129 526        |  |
| 7  | Nyíregyháza    | –                                          | 116 799        |  |
| 8  | Kecskemét      | –                                          | 111 869        |  |
| 9  | Székesfehérvár | Stoličný Bělehrad                          | 99 526         |  |
| 10 | Szombathely    | Kamenec                                    | 78 884         |  |
| 11 | Szolnok        | –                                          | 72 953         |  |
| 12 | Tatabánya      | –                                          | 67 154         |  |
| 13 | Kaposvár       | –                                          | 65 954         |  |
| 14 | Békéscsaba     | Békešská Čaba                              | 61 091         |  |
| 15 | Zalaegerszeg   | –                                          | 59 029         |  |
| 16 | Veszprém       | –                                          | 60 131         |  |
| 17 | Érd            | –                                          | 63 546         |  |
| 18 | Sopron         | Šoproň                                     | 60 526         |  |
| 19 | Eger           | Jager                                      | 54 115         |  |
| 20 | Dunaújváros    | Dunajské Nové Město (Nové Město na Dunaji) | 47 652         |  |

## Politika

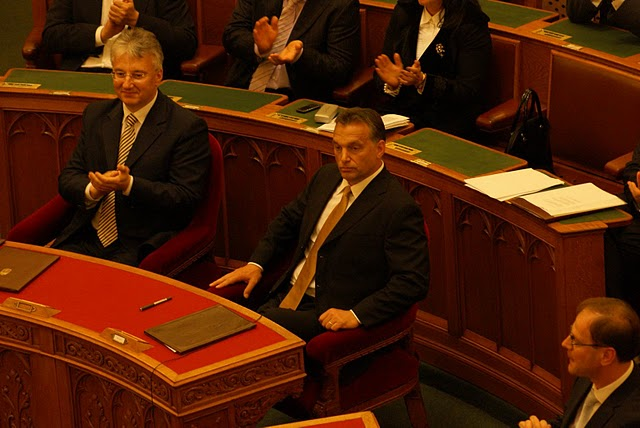
Současný premiér Viktor Orbán

Prezident republiky je volen parlamentem v tajných volbách na 5 let a může být zvolen na dvě po sobě následující období. I přesto, že má pravomoc jmenovat předsedu vlády a vyhlašovat datum parlamentních voleb, je jeho funkce převážně reprezentativní.
Ministerský předseda vybírá ministry a má právo odmítnout je. Každý kandidát předstoupí před jeden nebo více parlamentních výborů v poradních otevřených slyšeních a musí být formálně schválený prezidentem. Jediným zákonodárným orgánem je jednokomorový parlament – Országgyűlés o 386 poslancích, volených každé čtyři roky. Parlament je nejvyšší orgán státní moci, který zavádí a schvaluje legislativu navrhovanou ministerským předsedou. V září 2022 označil Evropský parlament usnesením maďarské státní zřízení za „hybridní režim volební autokracie“ a odsoudil „záměrné a systematické úsilí maďarské vlády o oslabení základních hodnot Unie.“

### Složení parlamentu

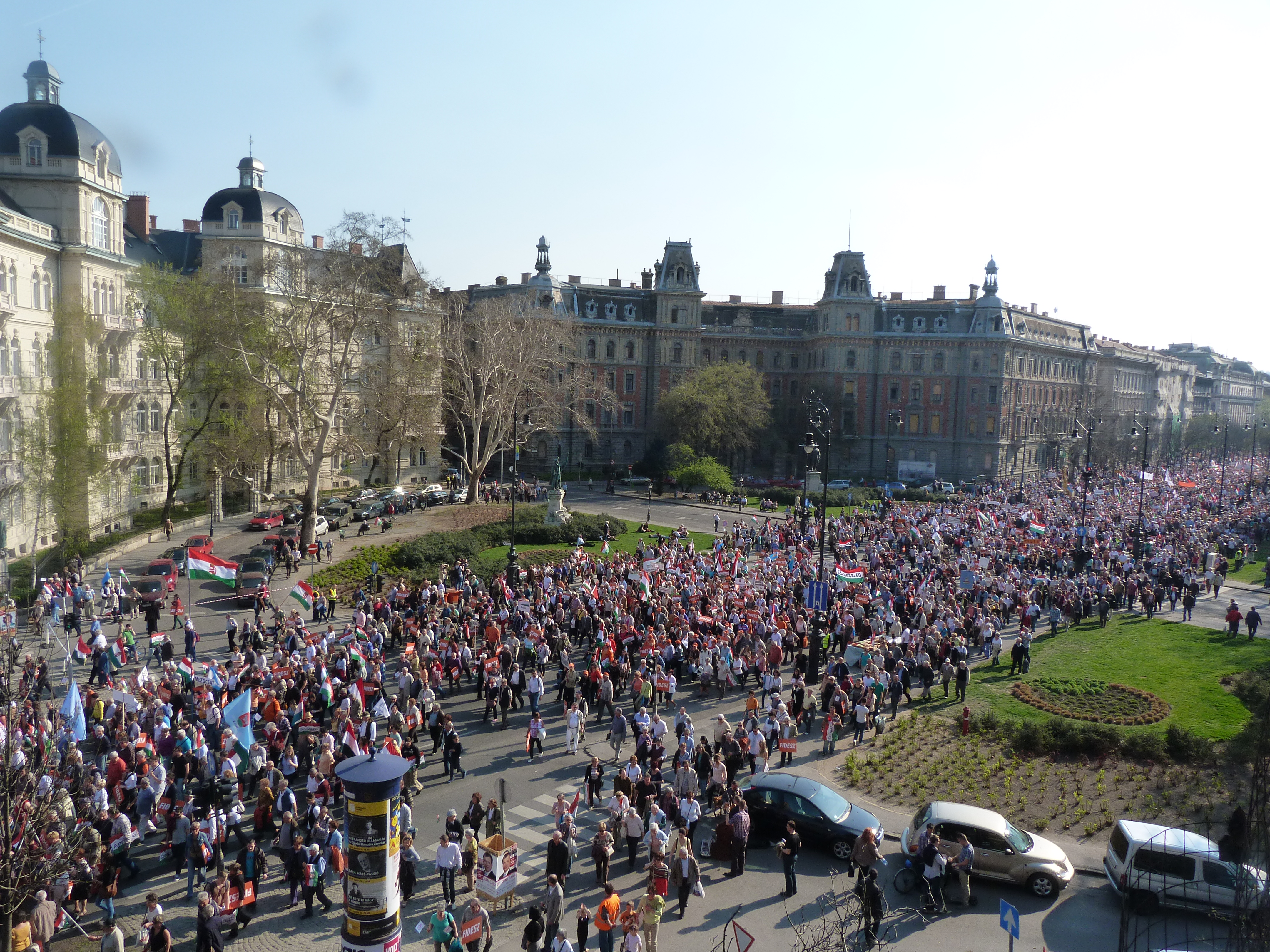
Demonstrance na podporu vlády Viktora Orbána a proti útokům zahraničního tisku, 29. března 2014

V parlamentních volbách 2010, které se konaly 11. dubna a 25. dubna 2010, došlo k drtivému vítězství pravicové strany Fidesz – Magyar Polgári Szövetség. Ta (v koalici s KDNP) se ziskem 263 mandátů porazila levicovou Maďarskou stranu socialistickou, která v zemi vládla dvě uplynulá volební období a nyní získala jen 59 mandátů (v předchozích volbách jich měla 190). Do parlamentu se dále se ziskem 47 mandátů dostala krajně pravicová strana Jobbik Magyarországért Mozgalom a nově vzniklá zelená strana Lehet Más a Politika, která má 16 mandátů. Poslední mandát má nezávislý Oszkár Molnár.
Po těchto volbách však také parlament opustily dvě tradiční politické strany, které byly jeho součástí nepřetržitě od roku 1990. Jedná se o konzervativní MDF a liberální SZDSZ. Paradoxně před 20. lety to byly dvě nejsilnější politické strany v zemi.
Vítěz voleb Fidesz-KDNP má v parlamentu ústavní dvoutřetinovou většinu nutnou ke změně ústavních zákonů a má tedy otevřenou cestu k reformám. Prezident republiky László Sólyom následně pověřil sestavením vlády Viktora Orbána.
Na prvním zasedání nového parlamentu dne 14. května 2010 byl novým předsedou parlamentu zvolen Pál Schmitt (Fidesz). Dne 29. května 2010 parlament schválil program vlády a Viktor Orbán se oficiálně ujal funkce premiéra Maďarské republiky.
| Sestavení parlamentu (volby 2010)          | Sestavení parlamentu (volby 2010)      | Sestavení parlamentu (volby 2010) | Sestavení parlamentu (volby 2010) |
| Strana                                     | Český překlad                          | Počet mandátů                     | Předseda                          |
| ------------------------------------------ | -------------------------------------- | --------------------------------- | --------------------------------- |
| Fidesz – Magyar Polgári Szövetség (Fidesz) | „Fidesz – Maďarská občanská unie“      | 227                               | Viktor Orbán                      |
| Magyar Szocialista Párt (MSZP)             | „Maďarská socialistická strana“        | 59                                | Attila Mesterházy                 |
| Jobbik Magyarországért Mozgalom (Jobbik)   | „Hnutí za lepší Maďarsko“              | 47                                | Gábor Vona                        |
| Kereszténydemokrata Néppárt (KDNP)         | „Křesťanskodemokratická lidová strana“ | 36                                | Zsolt Semjén                      |
| Lehet Más a Politika (LMP)                 | „Je možná jiná politika“               | 16                                | není (András Schiffer)            |
| Független                                  | „Nezávislí“                            | 1                                 | Oszkár Molnár                     |

### Administrativní dělení
Maďarsko je rozděleno na 19 žup (megyék) a území hlavní města Budapešti, které má zvláštní status. Župy se dále dělí na okresy (maďarsky kistérségek, doslovný překlad znamená malooblast; viz Seznam maďarských okresů), kterých je celkem 168. Významné postavení také mají tzv. města s župním právem, kterých je 23. Jedná se o města s větším počtem obyvatel, která mají stejná nebo podobná práva jako župy, ve kterých se nachází.
Podle NUTS:HU se Maďarsko dělí ve třech stupních na statistické regiony. První stupeň zemi dělí na tři tzv. části státu (Országrész). Ve druhém stupni na sedm regionů (Régió) a ve třetím na devatenáct žup a hlavní město (Megyék és a főváros).

#### Župy
| Župa                   | Župní sídlo    |
| ---------------------- | -------------- |
| Bács-Kiskun            | Kecskemét      |
| Baranya                | Pécs           |
| Békés                  | Békéscsaba     |
| Borsod-Abaúj-Zemplén   | Miskolc        |
| Csongrád-Csanád        | Segedín        |
| Fejér                  | Székesfehérvár |
| Győr-Moson-Sopron      | Győr           |
| Hajdú-Bihar            | Debrecín       |
| Heves                  | Eger           |
| Jász-Nagykun-Szolnok   | Szolnok        |
| Komárom-Esztergom      | Tatabánya      |
| Nógrád                 | Salgótarján    |
| Pest                   | Budapešť       |
| Somogy                 | Kaposvár       |
| Szabolcs-Szatmár-Bereg | Nyíregyháza    |
| Tolna                  | Szekszárd      |
| Vas                    | Szombathely    |
| Veszprém               | Veszprém       |
| Zala                   | Zalaegerszeg   |

## Ekonomika
Privatizace a modernizace hospodářství po pádu komunismu proběhly bez větších problémů na rozdíl od jiných zemí východního bloku. Ekonomická situace Maďarska se v 90. letech razantně zlepšila. Tento úspěch je způsobený řadou faktorů. Jedním z nich je reformované hospodářství Maďarska již od 60. let, které se již soustředilo zejména na export. Existoval zde i soukromý sektor, což pomohlo k hladkému přechodu na současný ekonomický systém. V první dekádě 21. století vykazovalo Maďarsko silný růst a ekonomika země byla v průměru Evropské unie. Tento růst se v roce 2006 zastavil. Zaprvé politickou krizí, způsobenou přiznáním premiéra Ference Gyurcsánye ke lži o ekonomické situaci Maďarska. Zadruhé v roce 2008 dolehla na Maďarsko světová finanční krize. Následky patřily k nejhorším v Evropě, hned po Lotyšsku a Islandu. Nezaměstnanost po silném poklesu opět rostla. Hospodářský růst se zastavil a státní kasa utrpěla velký otřes. Problémy Maďarska odradily zahraniční investory od investování. Místní vláda problém začala řešit příliš pozdě, což situaci také neprospělo. Cizí vlastnictví a investice do maďarských firem jsou větší, s nárůstem cizích investic, tvořících víc než 23 miliard dolarů od roku 1989. Soukromý sektor zahrnuje přes 80 % HDP. Maďarsko získá téměř jednu třetinu cizích investic přicházejících do střední Evropy. Maďarskou měnou je forint. Vláda uvažuje kvůli finanční krizi o rychlém vstupu do eurozóny, od které si slibuje zastavení ekonomického propadu a stabilní měnu.

### Cestovní ruch

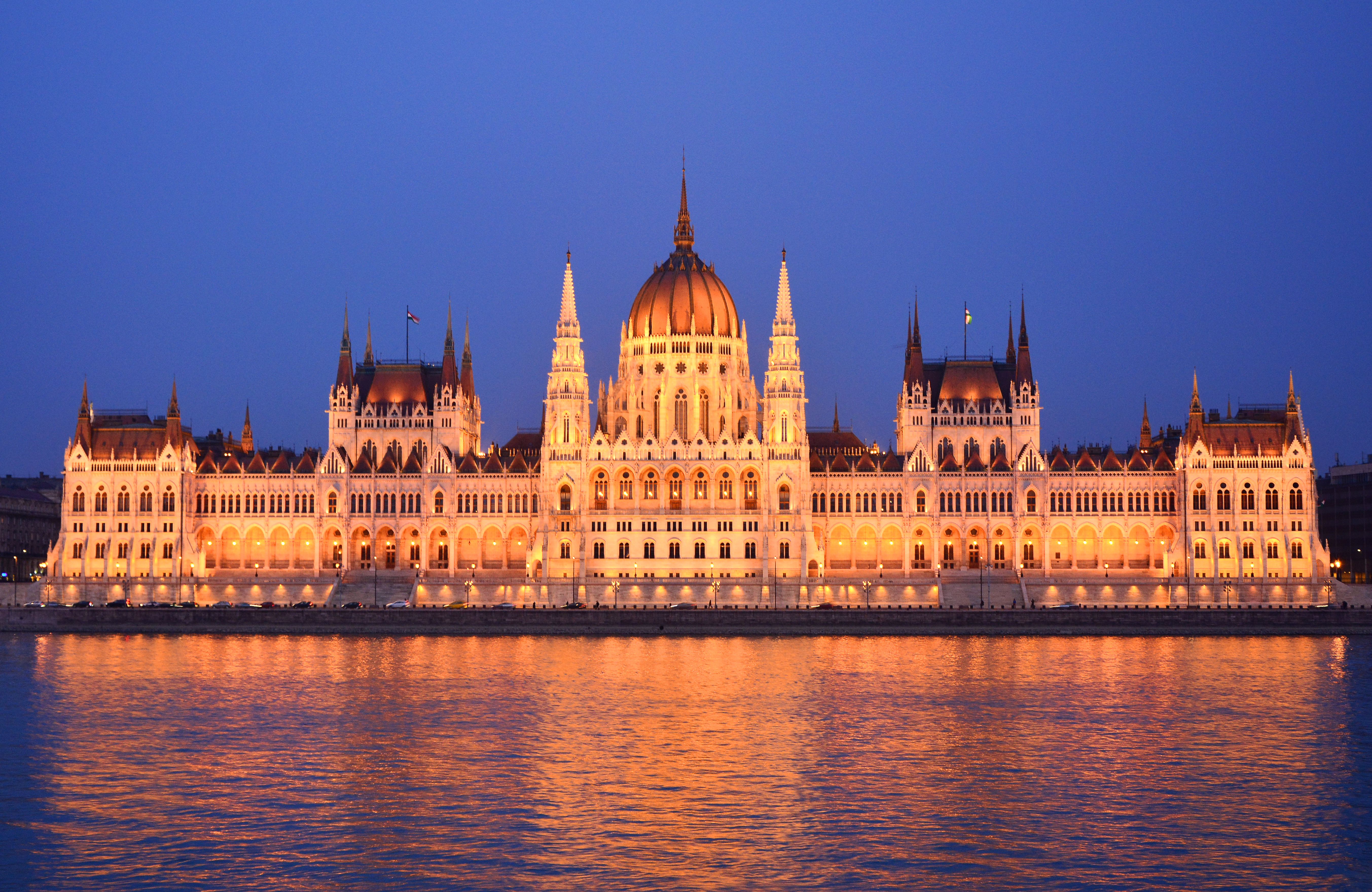
Budova Parlamentu

Maďarsko bylo v roce 1998 se 14,6 miliony turistů čtrnáctou nejnavštěvovanější zemí světa. Turisté mají z velké části zamířeno k Balatonu a do hlavního města Budapešti. Mezi nejznámější památky hlavního města patři budova parlamentu (Országház), Budínský hrad, Rybářská bašta, Matyášův chrám, Bazilika svatého Štěpána, Széchényiho národní knihovna, Maďarská státní opera, Památník tisíciletí na Náměstí hrdinů nebo Sándorův palác, kde dnes sídlí maďarský prezident. Ovšem to nejsou zdaleka všechny památky v Budapešti. Díky velké roli v době před první světovou válkou byla Budapešť centrem kulturního dění Uherska. Už v polovině 19. století zde byla vybudována zoologická zahrada. Začátkem 20. století pak zábavní park Vidám park s horskou dráhou (zrušen v roce 2013). 

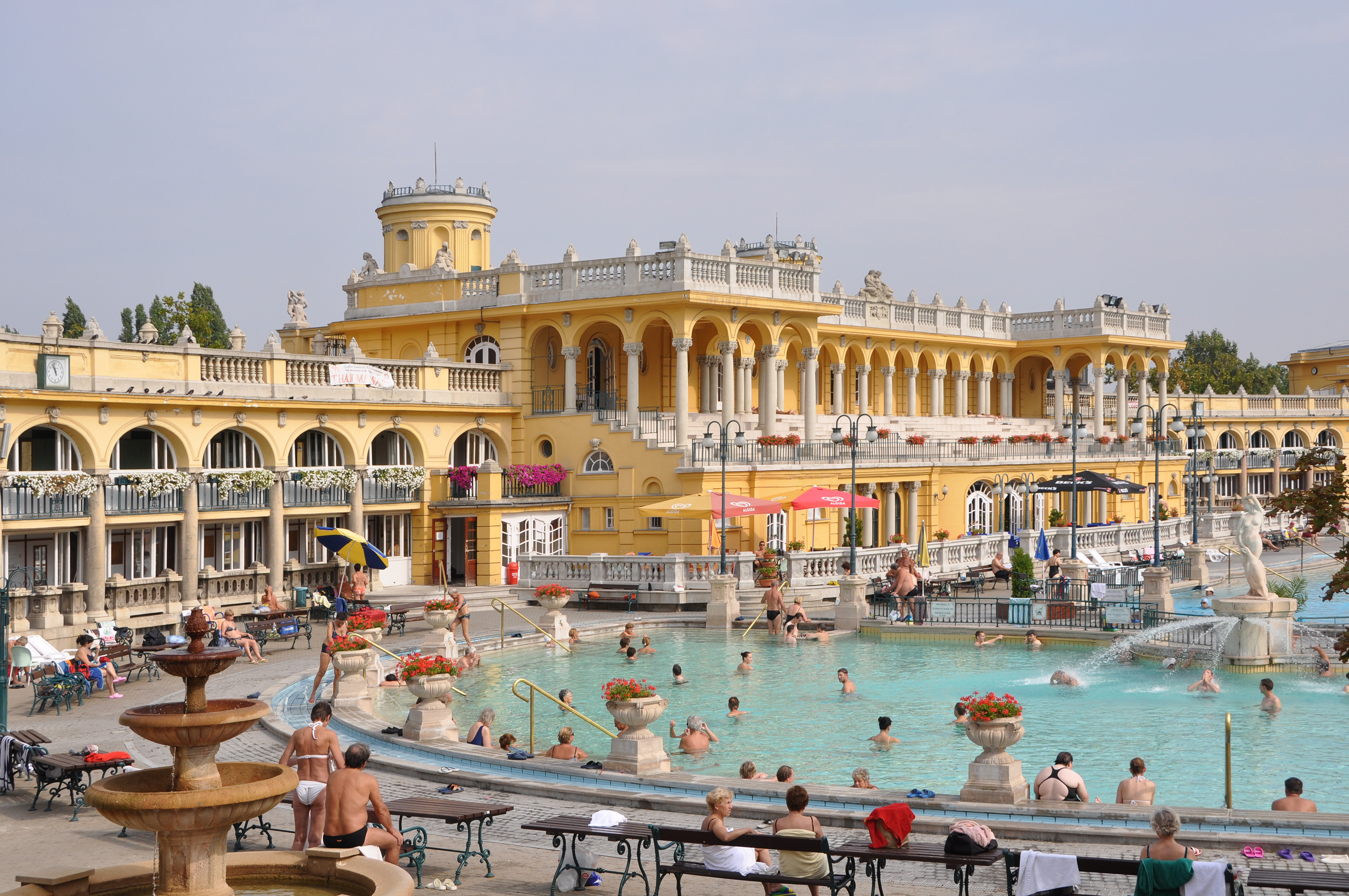
Széchenyiho termální lázně v Budapešti

Budapešť je považována za jedno z největších lázeňských měst na světě. Lázeňství má v Maďarsku bohatou historii. Všudypřítomné termální prameny jsou způsobeny zvláštním geologickým složením Karpatské kotliny, kde se nachází velice slabá zemská kůra. Lázeňství přinesli do tehdejší Pannonie Římané. Maďarskými prameny se léčil i Marcus Aurelius či Traján. Místní termální prameny objevil už pravěký člověk. Počátkem 4. století př. n. l. se Keltové usadili v blízkosti termálních pramenů na území dnešní Budapešti a založili opevněné město (oppidum) s názvem Akvinkum (v doslovném překladu „Hojná voda“). I Římané se později na území hlavního města usadili a založili centrum Pannonie s názvem Aquincum. I zde archeologové nalezli pozůstatky bývalých lázní. Lázeňství se rozvíjelo nejvíce za turecké okupace v 16. a 17. století. Proto má mnoho lázeňských domů orientální nádech. Mimo Budapešť patří k nejvýznamnějším památkám Pannonhalmské arciopatství založené již roku 996 a zapsané na seznam Světového dědictví UNESCO.

### Doprava

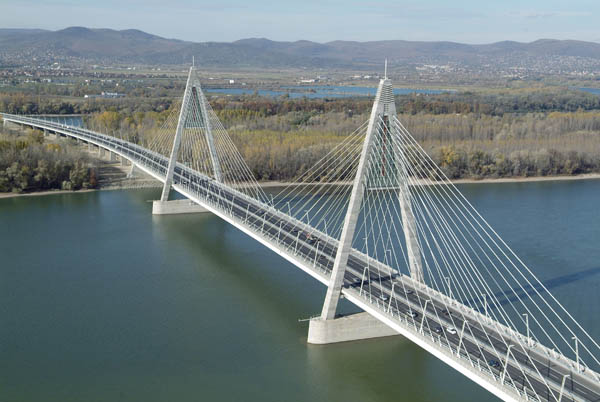
Severní dunajský most dálnice M0

Silniční doprava, stejně jako v ostatních postkomunistických zemích, zažívá obrovský rozmach. Staví a plánují se nové dálnice a urychluje se provoz na silnici. Hlavní úseky tvoří pět dálnic, směřujících do Budapešti. Všech pět je propojeno budapešťským obchvatem M0, který je stále ve výstavbě. Jeho plánované dokončení je v roce 2015. Nejstarší z dálnic je M7 vedoucí z Budapešti, kolem Balatonu, až k chorvatským hranicím. Výstavba této dálnice byla zahájena v roce 1964 a dokončena až v roce 2008. V Chorvatsku se napojuje na dálnici A4, vedoucí do Záhřebu. Dálnice M1 vede směrem Budapešť-Vídeň. U obce Levél je odbočka na M15 vedoucí do Bratislavy. Dále pak dálnice M5 z Budapešti k srbským hranicím přes Segedín a Kecskemét, dálnice M3, M30 a M35 do Debrecína a Miskolce a dálnice M6, která vede do Pécse přes Dunaújváros.
Téměř každá obec a město je spojeno autobusovou dopravou. Na rozdíl od železniční sítě mají autobusy větší pokrytí a proto ji denně použije kolem 1,6 milionu cestujících. Největší autobusovou společností v Maďarsku je Volán.

## Obyvatelstvo

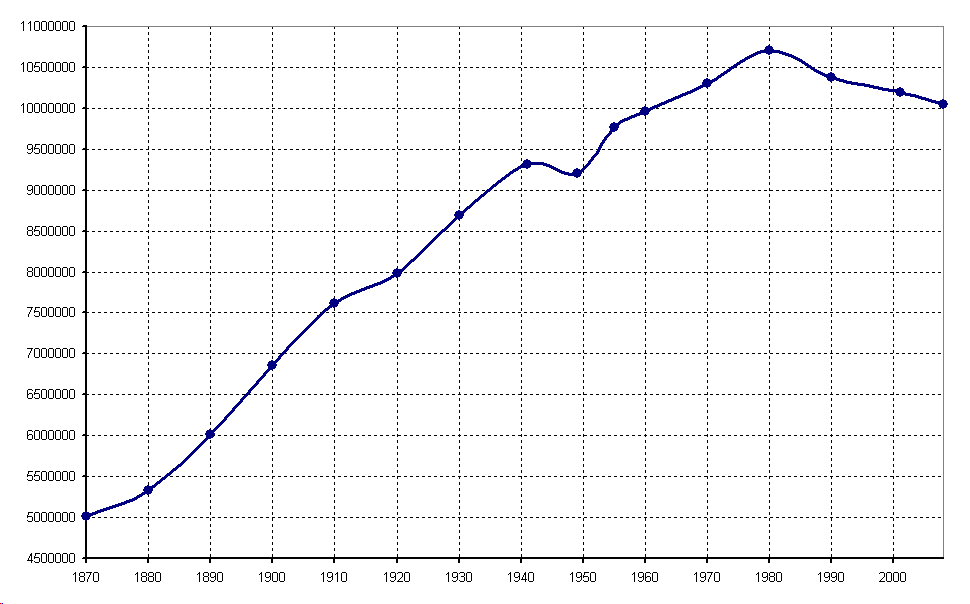
Vývoj počtu obyvatelstva pouze na území dnešního Maďarska

Maďaři přišli na území dnešního Maďarska koncem 9. století. Bylo jich kolem 250 000–500 000. Před jejich příchodem byla země obývána Slovany, zejména Bílými Chorvaty. Vyskytovaly se zde i keltské a ilyrské kmeny, později sem přišli Římané. Během 300 let už žilo v Panonské pánvi a Sedmihradsku kolem 2 miliónů Maďarů. V roce 1910 mělo Uhersko 18 240 000 obyvatel, z toho 54 % Maďarů. Rozpadem Uherska po první světové válce se národnostní pestrost uskromnila. V roce 1920 žilo již v Maďarsku pouze 7,5 miliónu obyvatel, z čehož bylo 90 % Maďarů. Početná židovská komunita z Maďarska odešla během druhé světové války a těsně po ní.
Maďarsko zaznamenává už od roku 1981 trvalý úbytek obyvatelstva (z 10 707 000 v roce 1980 na 9 960 000 v listopadu roku 2011, což je pokles o 7 %), který je způsoben hlavně výrazným poklesem plodnosti. Ta poklesla z hodnoty 1,92 živě narozených dětí na matku (což znamenalo 148 673 živých novorozenců) v roce 1980 přes několik výkyvů až k hodnotě 1,26 (90 335 novorozenců) v roce 2010. Pokles plodnosti ale pokračoval i v roce 2011. Úbytek obyvatelstva, což je rozdíl mezi živě narozenými a zemřelými plus mezi imigrací a emigrací, byl v roce 2010 celkem 40 121 lidí, tedy 0,4 %. K roku 2024 žije v Maďarsku 9 584 627 obyvatel.
Dodnes žije velká maďarská komunita hlavně v Sedmihradsku (kolem 1,5 milionu), na jižním Slovensku (450 tisíc Maďarů, viz Maďarská menšina na Slovensku), ale i ve Vojvodině, v Zámuří (dnešní Slovinsko) nebo na Podkarpatské Rusi. Maďarská komunita je zejména v Rumunsku a na Slovensku velice kontroverzní politické téma. V Rumunském parlamentu je obsažena i strana zaměřující se na maďarské obyvatelstvo (rumunská UDMR) V národní radě Slovenské republiky již maďarská menšina zastoupení od voleb v roce 2020 nemá. Proti nim jsou většinou tamější nacionálně zaměřené strany (v Rumunsku Strana velkého Rumunska, nebo na Slovensku Slovenská národná strana známá hlavně svým bývalým předsedou Jánem Slotou, která již také vypadla z NRSR). Vzájemné vztahy Maďarska a Ukrajiny jsou negativně ovlivněny zhoršujícím se[zdroj?] postavením maďarské menšiny na Ukrajině.
Oficiálním jazykem Maďarska je maďarština. Jedná se o jazyk ugrofinské větve. Je tedy příbuzný například s finštinou nebo estonštinou. Maďarštinu považuje za svůj mateřský jazyk přibližně 95 % obyvatel republiky. Zbylé procento jsou například Němci. Jedná se většinou o potomky tzv. Švábských Němců, kteří přišli do Uher koncem 18. století. Dále v Maďarsku žijí Romové, zejména na severovýchodě země nedaleko slovenských hranic. Reálný počet Romů v Maďarsku je sporná otázka. V roce 2001 při sčítání lidu se k Romům hlásilo jen 190 000 lidí, ale sociologické odhady dávají mnohem vyšší čísla (5–10 procent veškerého obyvatelstva). Od druhé světové války množství Romů rychle stoupá. Dnes každé páté nebo šesté novorozené maďarské dítě patří k romské menšině. Odhady založené na aktuálních demografických trendech prohlašují, že v roce 2050, 15–20 procent populace (1,2 miliónu) budou Romové. Rumunská menšina žije převážně na východě země. Dále v Maďarsku žijí Slováci, Chorvati a Srbové. Právě Srbové tvořili v 17. až 18. století velkou část obyvatelstva a to nejen na území pozdějšího Srbska, ale i v Budapešti. Počet Srbů v centrálním Uhersku se zvýšil zejména po dlouhých bojích habsburské monarchie s osmanskými nájezdníky, kdy Srbové odcházeli do relativně bezpečnějšího vnitrozemí. Kumáni a Jasové se usadili v Uhersku ve 13. století na území tzv. Kumánie a postupně splynuli s maďarským etnikem.

### Náboženství

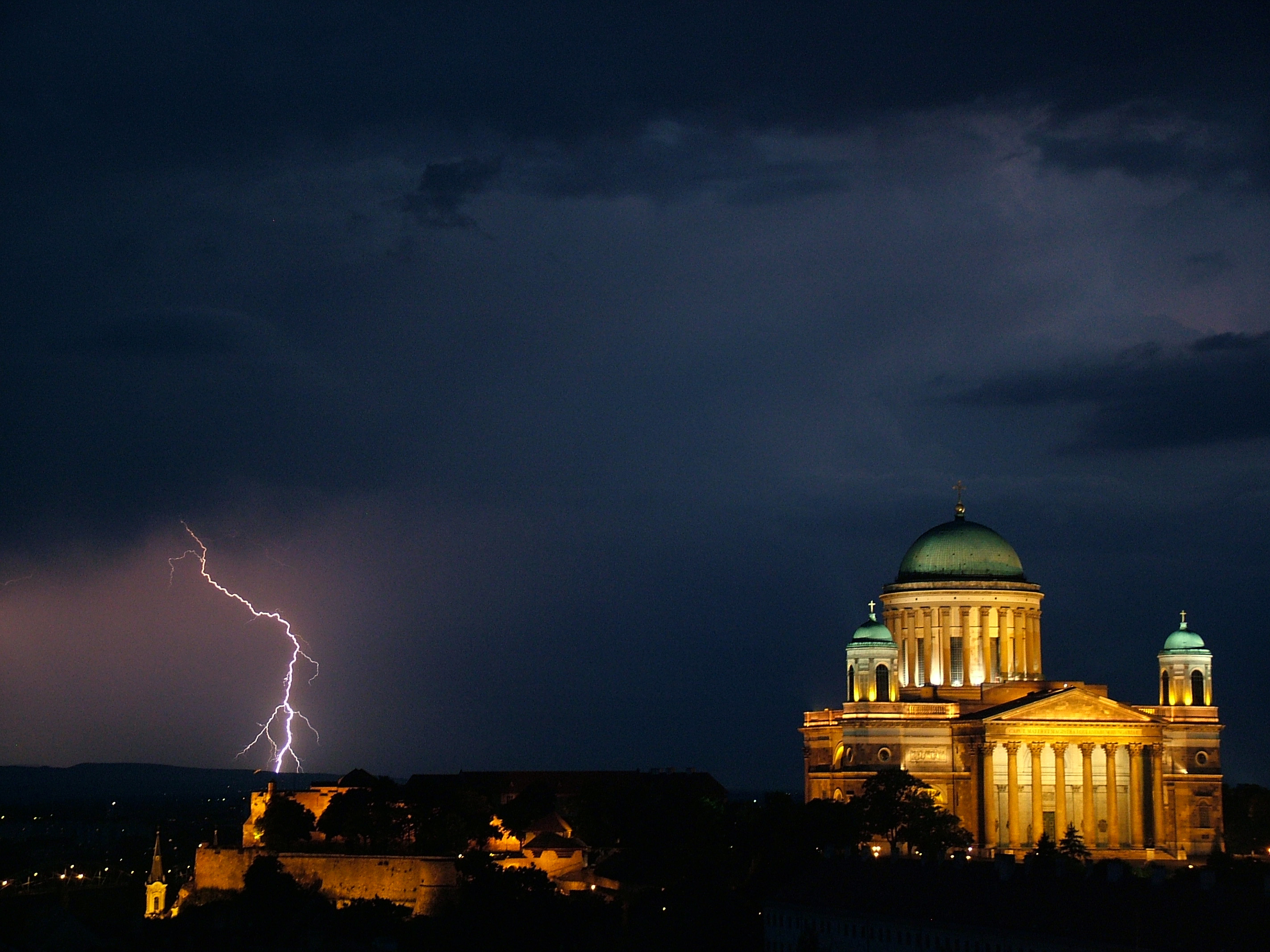
V Ostřihomi je největší křesťanský chrám v zemi.

Náboženství v Maďarsku (sčítání 2022)
Náboženství se v Maďarsku začalo vyvíjet již před příchodem Maďarů. Později pak bylo přijato západní křesťanství a začala christianizace, především za vlády Štěpána I. Svatého v 10. století, a to i přesto, že Štěpánova matka Sarolt byla pokřtěna východním rituálem. Obyvatelstvo Uherska bylo křesťanské až do 16. století. Když se Uhersko dostalo do osmanské nadvlády, začaly se ve městech stavět mešity. Asi nejznámější je mešita v Pécsi. V 16. století proběhla reformace církve a v důsledku nových změn se v Maďarsku stalo luteránství, později kalvínství, dominujícím náboženstvím. V druhé polovině 16. století pak jezuité založili vzdělávací centra, včetně nejstarších univerzit v Uhersku, a obyvatelé se opět obrátili ke katolickému vyznání. 
Sčítání lidu v roce 2022 ukázalo, že 42,5 % Maďarů jsou křesťané, z nichž většinu tvoří římští katolíci (római katolikusok) (27,5 %) a maďarští reformovaní kalvinisté (reformátusok) (9,8 %), dále luteráni (evangélikusok) (1,8 %), řeckokatolíci (1,7 %) a ostatní křesťané (1,7 %). Židovské (0,1 %), buddhistické (0,1 %) a islámské (0,1 %) komunity tvoří malé menšiny. K náboženské příslušnosti se nepřihlásilo 40,1 % obyvatel, 16,1 % se prohlásilo za explicitně nenáboženské.

## Kultura

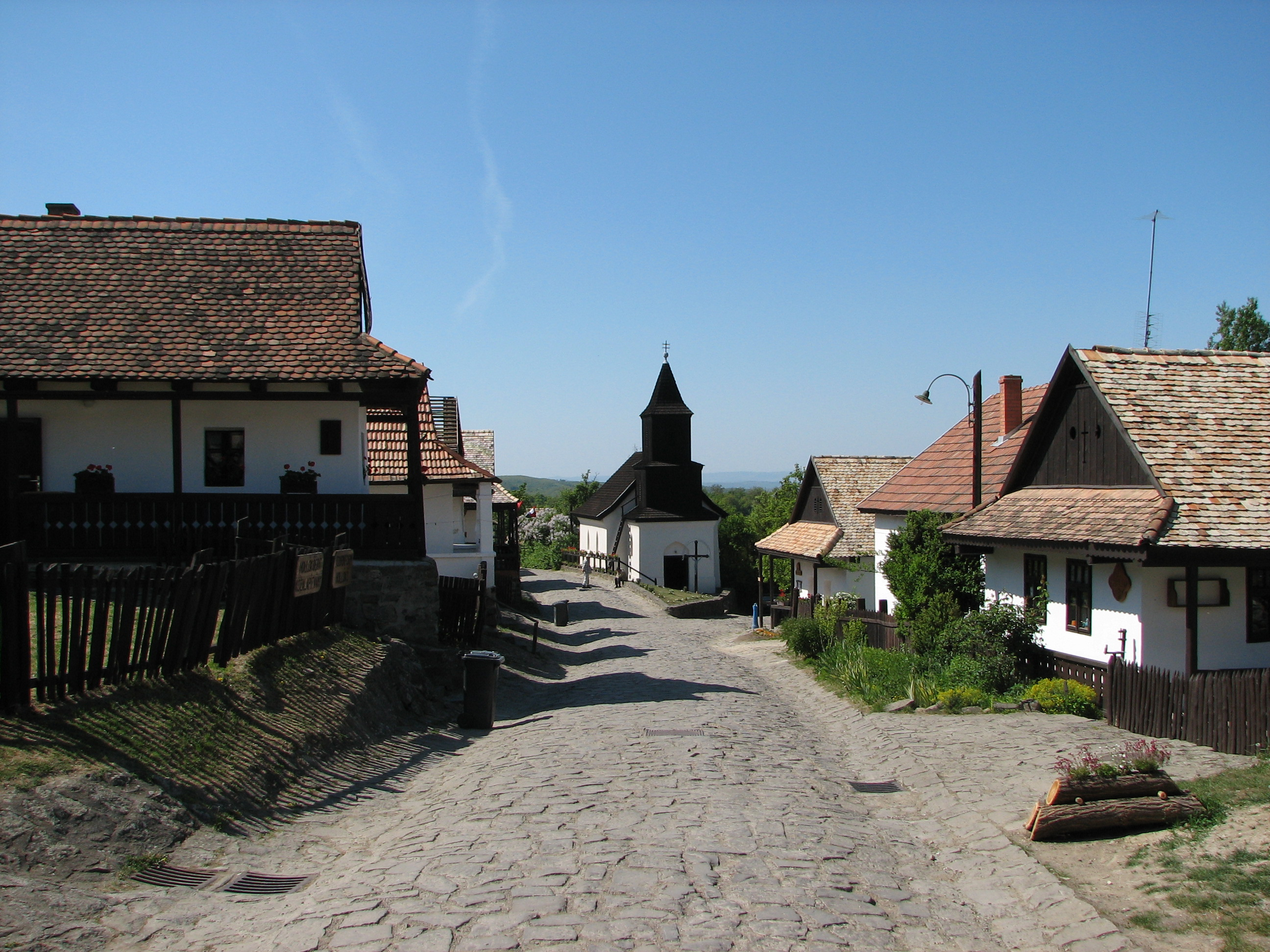
Hollókő, ukázka lidové architektury severního Maďarska

Maďarská kultura je velmi rozmanitá. Maďarsko (Uhersko) bylo v minulých staletích jakýmsi kulturním hegemonem celé jihovýchodní Evropy. Maďarská kultura ovlivnila zejména kulturu rumunskou, ale i slovenskou či srbskou. Centrem maďarského kulturního dění je v současnosti Budapešť. Ne vždy tomu bylo tak. Například v 10. a 12. století byla Ostřihom jednoznačně nejdůležitější město celého Uherska. Mezi kulturní centra patří i město Debrecín, které hraje velkou roli v maďarském náboženském životě, nebo město Pécs.
Maďarskou kulturu můžeme regionalizovat do několika oblastí. První skupinu tvoří oblast severního Maďarska, zejména župa Borsod-Abaúj-Zemplén nebo Heves. Zde je tradiční pěstování vína, jako je například známý Tokaj. Druhou skupinu tvoří jihovýchodní Maďarsko v oblasti tzv. puszty. Dodnes zde převažuje zemědělství a chov dobytka. K místní kultuře patří jídla, jako jsou pravý maďarský guláš nebo debrecínka. Další specifickou skupinou jsou Maďaři žijící v Sedmihradsku, tzv. Sikulové (Székely), nebo Csángó, což jsou Maďaři žijící v oblasti historické Moldávie ve východním Rumunsku a v Moldavsku. Csángové mluví jazykem, který se dá srovnat se středověkou maďarštinou. Dalším kulturním okruhem může být oblast Západního Zadunají či okolí Balatonu.

### Literatura

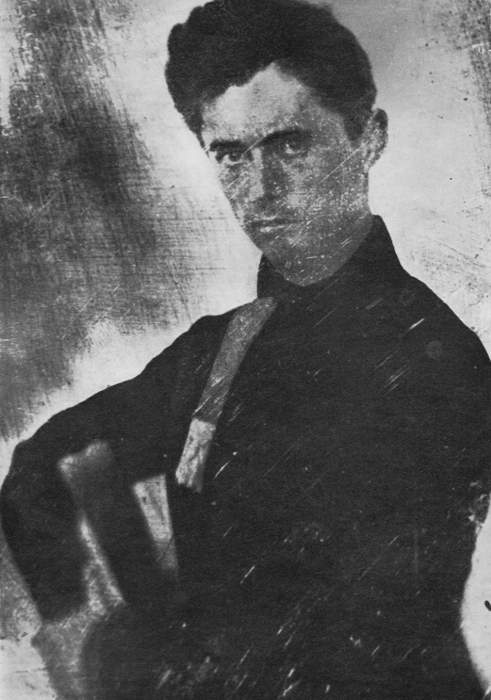
Sándor Petőfi

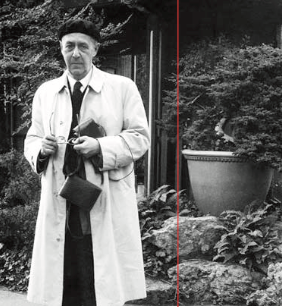
Sándor Márai

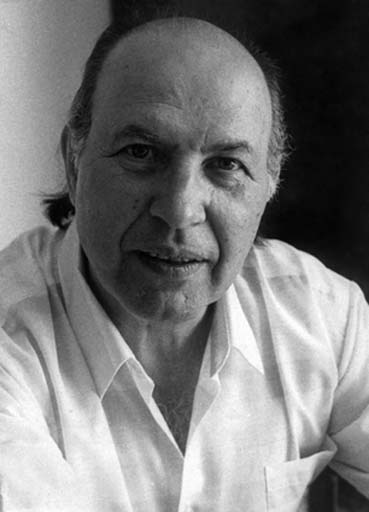
Imre Kertész

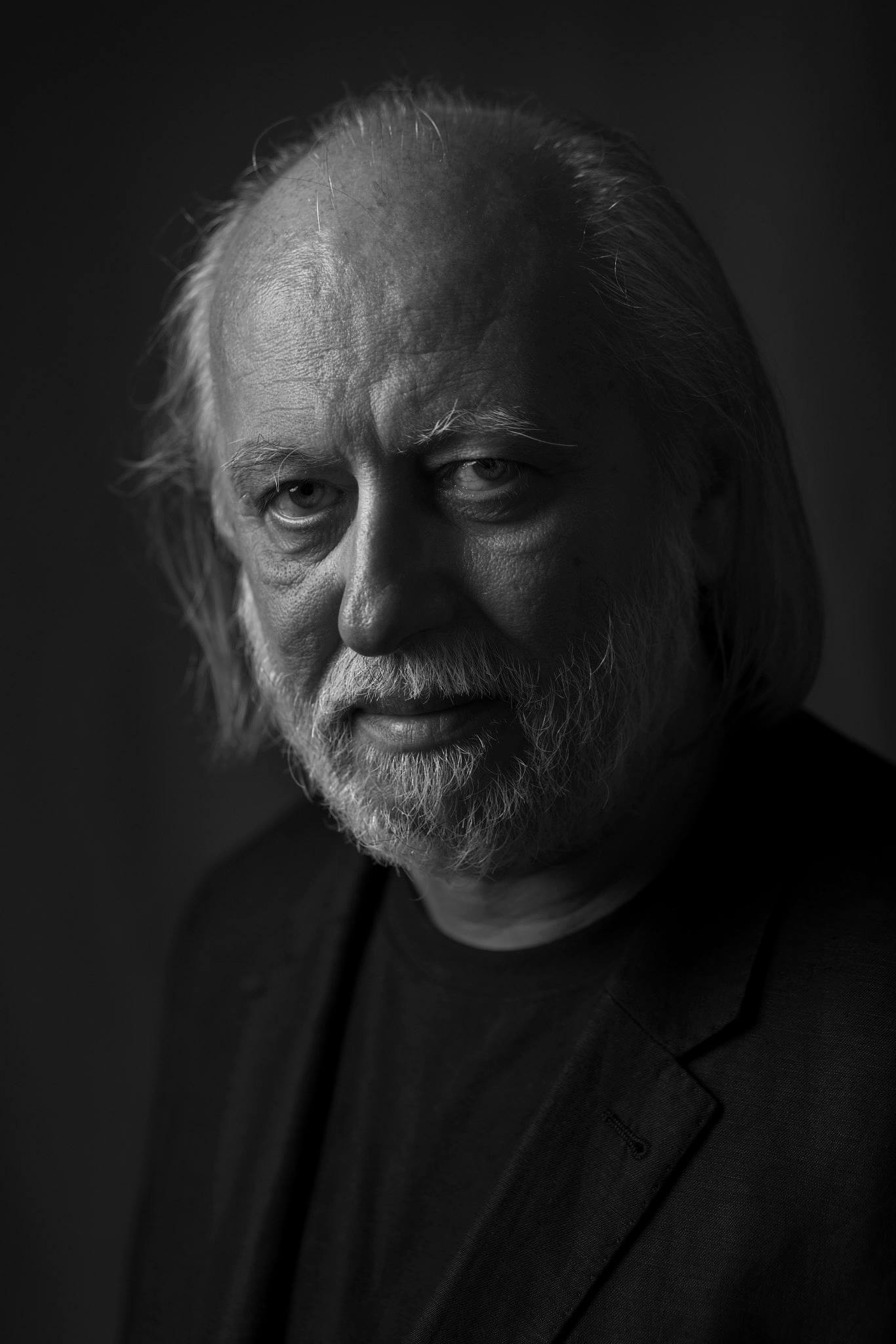
László Krasznahorkai

### Hudba

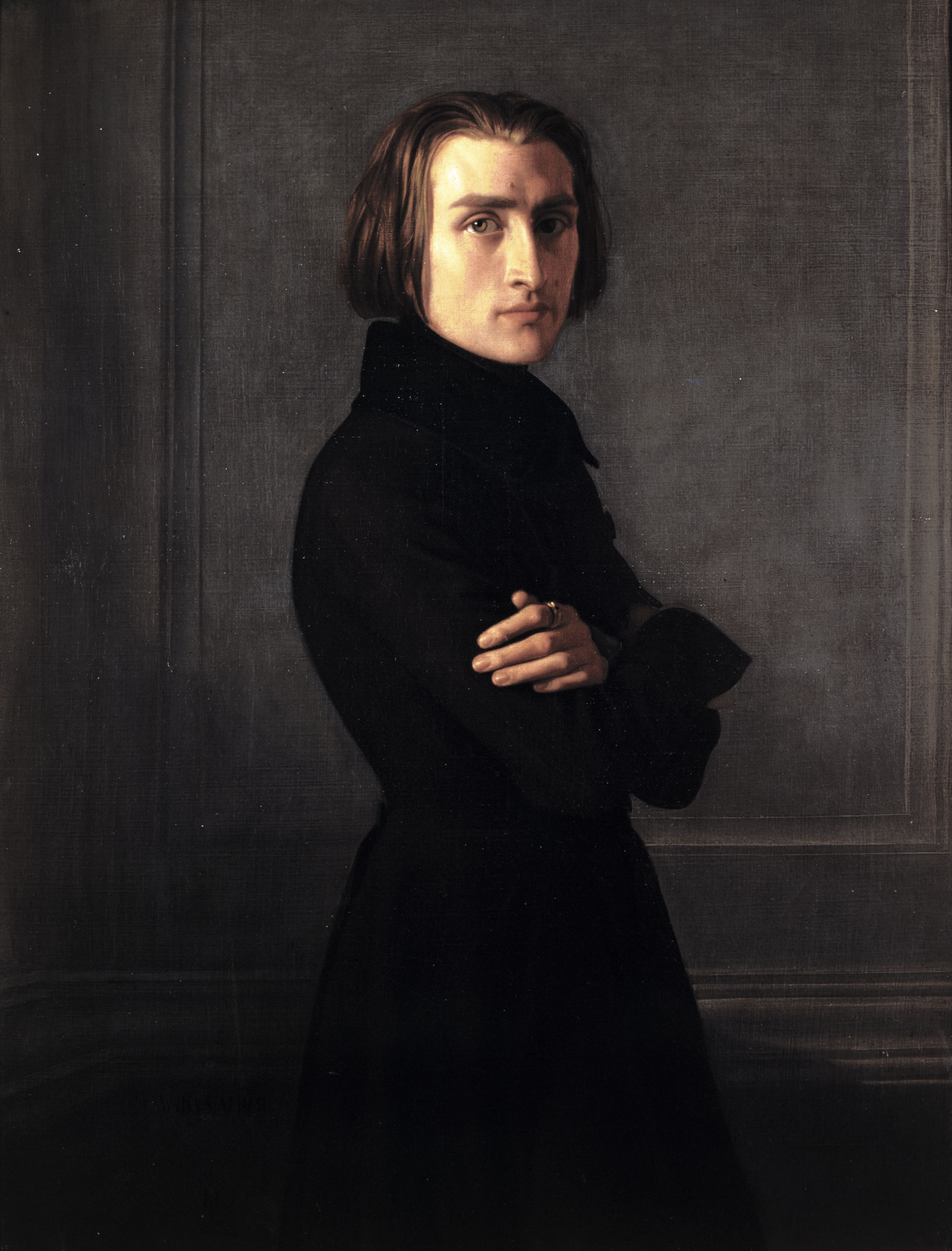
Ferenc Liszt

Maďarská lidová hudba tvoří nedílnou součást národní identity a hraje významnou roli i v maďarské moderní hudbě. Maďarská hudba je oproti ostatním v Evropě velice výjimečná, stejně jako maďarský jazyk. V historii byla často zaměňována s hudbou cikánskou, která maďarskou národní hudbu velice ovlivnila. V průběhu staletí byla hudba, stejně jako literatura, ovlivňována západní kulturou. Až v 19. století se začal hledat typický maďarský hudební styl. Mezi největší skladatele, kteří hledali národní identitu, patří Zoltán Kodály a Béla Bartók, který se inspiroval nejen maďarskou lidovou hudbou, ale i slovenskou či rumunskou. Nejuznávanějším maďarským skladatelem se stal ovšem Ferenc Liszt. Dalšími významnými autory vážné hudby jsou Ernő Dohnányi, Ferenc Erkel, György Kurtág, Karl Goldmark, Miklós Rózsa či György Ligeti. Králem světové operety se stal Franz Lehár, v jeho stopách šli Emmerich Kálmán nebo Paul Abraham. Mezi interprety vynikli houslisté Joseph Joachim a Leopold Auer či klavíristé András Schiff a Georges Cziffra. Mezi dirigenty Georg Solti, Arthur Nikisch, George Szell a Eugene Ormandy.

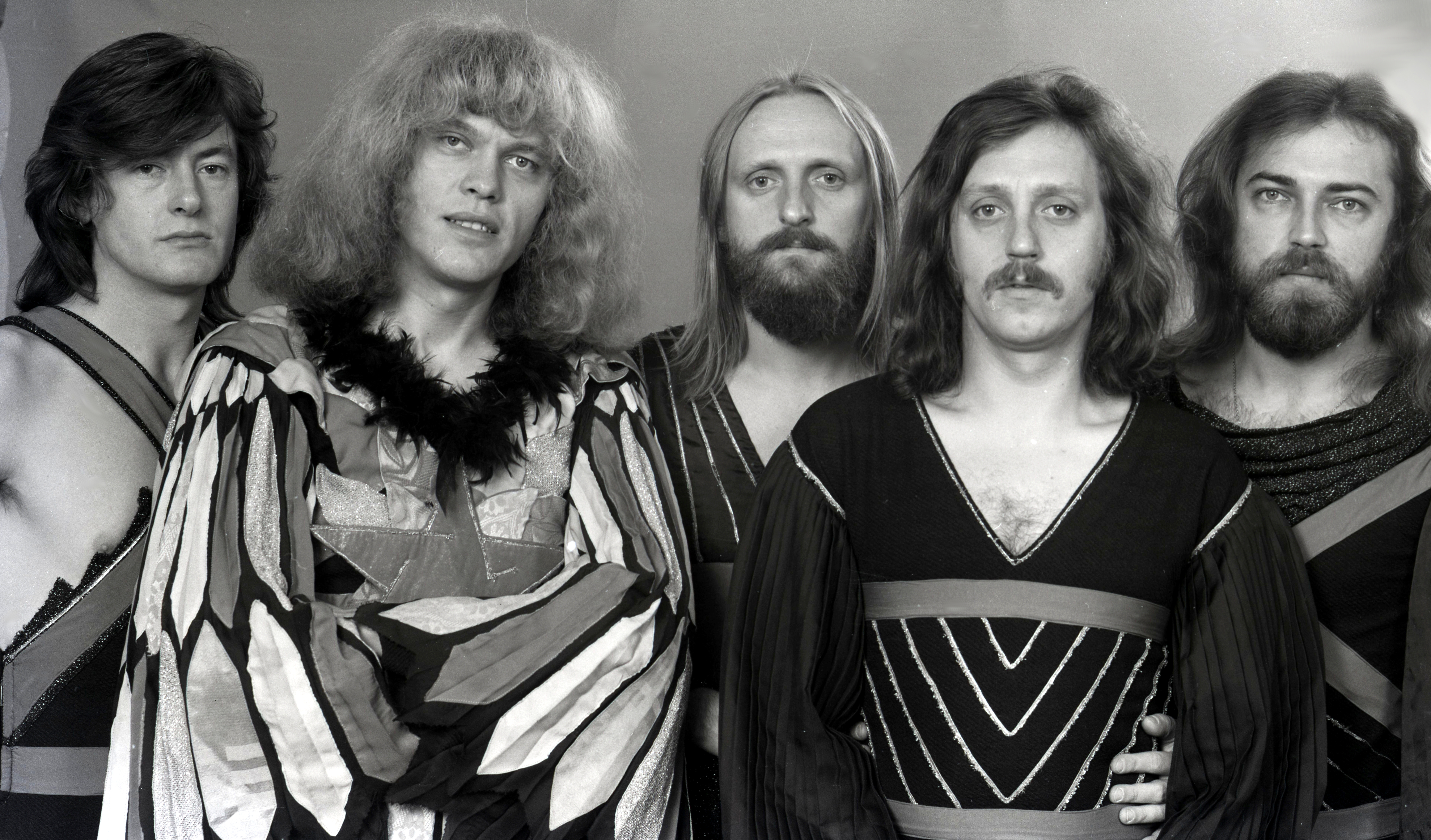
Omega

Po druhé světové válce, kdy se Maďarsko stalo součástí komunistického bloku, se písně s nevhodnou tematikou, či třeba zpívané anglicky, zakazovaly. Koncem 50. let se však situace uvolnila a maďarský hudební průmysl zažil velikou slávu i ve světě. Mezi nejslavnější maďarské rockové skupiny všech dob patří Illés, Metro a Omega. Dodnes jsou velice populární nejen v Maďarsku, ale i v Německu či Polsku. Jejich písně se ve světě dočkaly mnoha coververzí, včetně českých (např. Dívka s perlami ve vlasech Aleše Brichty). Tommy Ramone, vlastním jménem Tamás Erdélyi, se proslavil jako bubeník a producent punkové skupiny Ramones.
Rudolf von Laban byl průkopníkem moderního výrazového tance, psychologie pohybu a pohybové terapie.
Jednou z nejznámějších maďarských operních pěvkyň je Éva Marton.

### Výtvarné umění

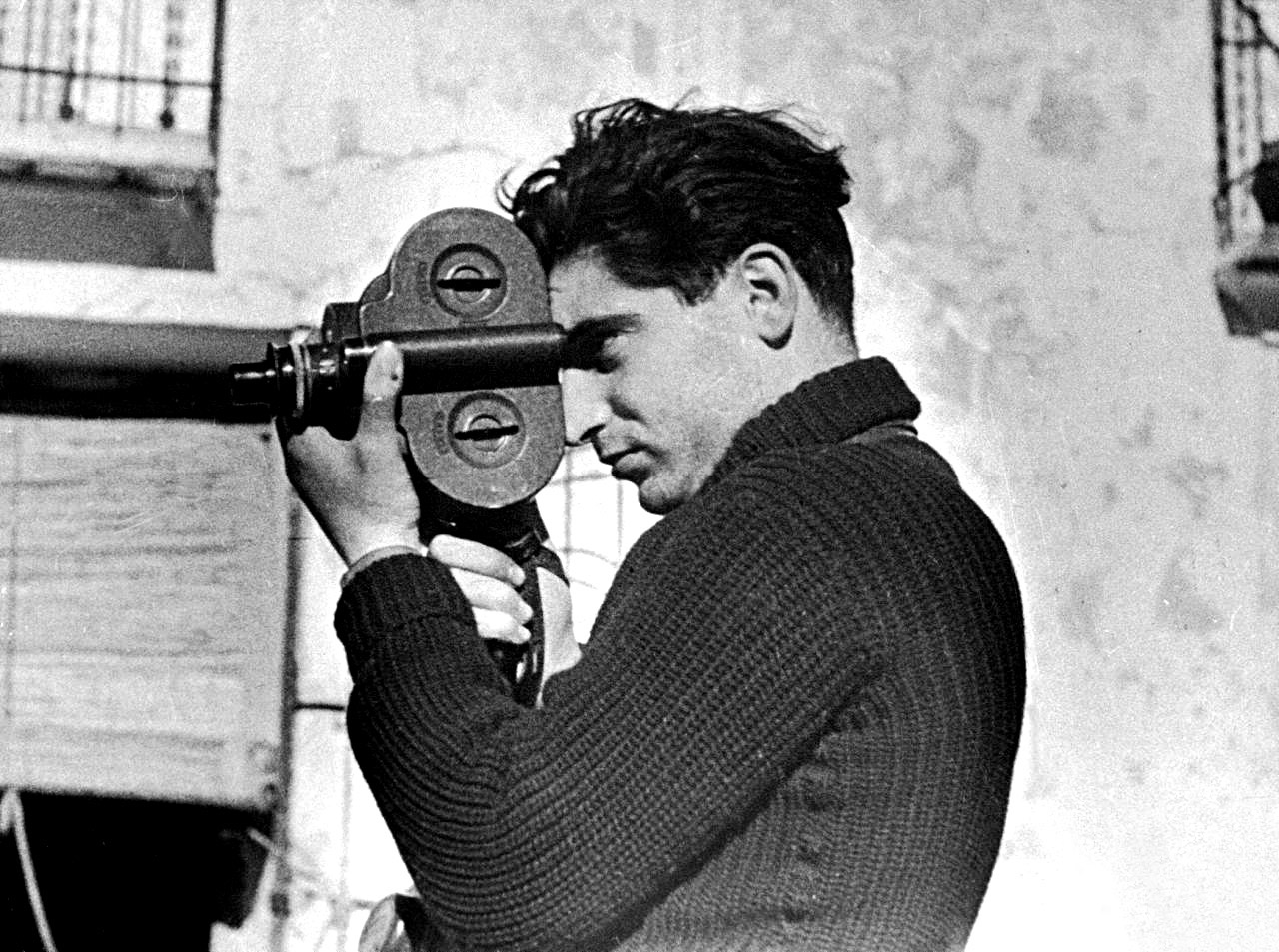
Robert Capa

Ve výtvarném umění lze jmenovat malíře a člena Bauhausu László Moholy-Nagye, představitele hyperrealismu Istvána Sándorfiho a představitele op-artu Victora Vasarelyho. Žánrovými obrázky a biblickými malbami proslul Mihály Munkácsy, portréty Philip de László. Vilmos Aba-Novák patřil k průkopníkům moderního malířství. Schizofrenií zmítaný Tivadar Kosztka Csontváry byl prvním maďarským malířem, který se stal všeobecně známým v Evropě. Je také jedním z mnoho maďarských umělců, kterého lze považovat za Slováka, narodil se v Sabinově. K takovým patří i Pál Szinyei Merse, rodák z Chminianské Nové Vsi, představitel impresionismu. Jeho dalším významným reprezentantem v Maďarsku byl László Paál. V Budapešti se narodila i průkopnice indického moderního malířství Amrita Šer-Gilová.

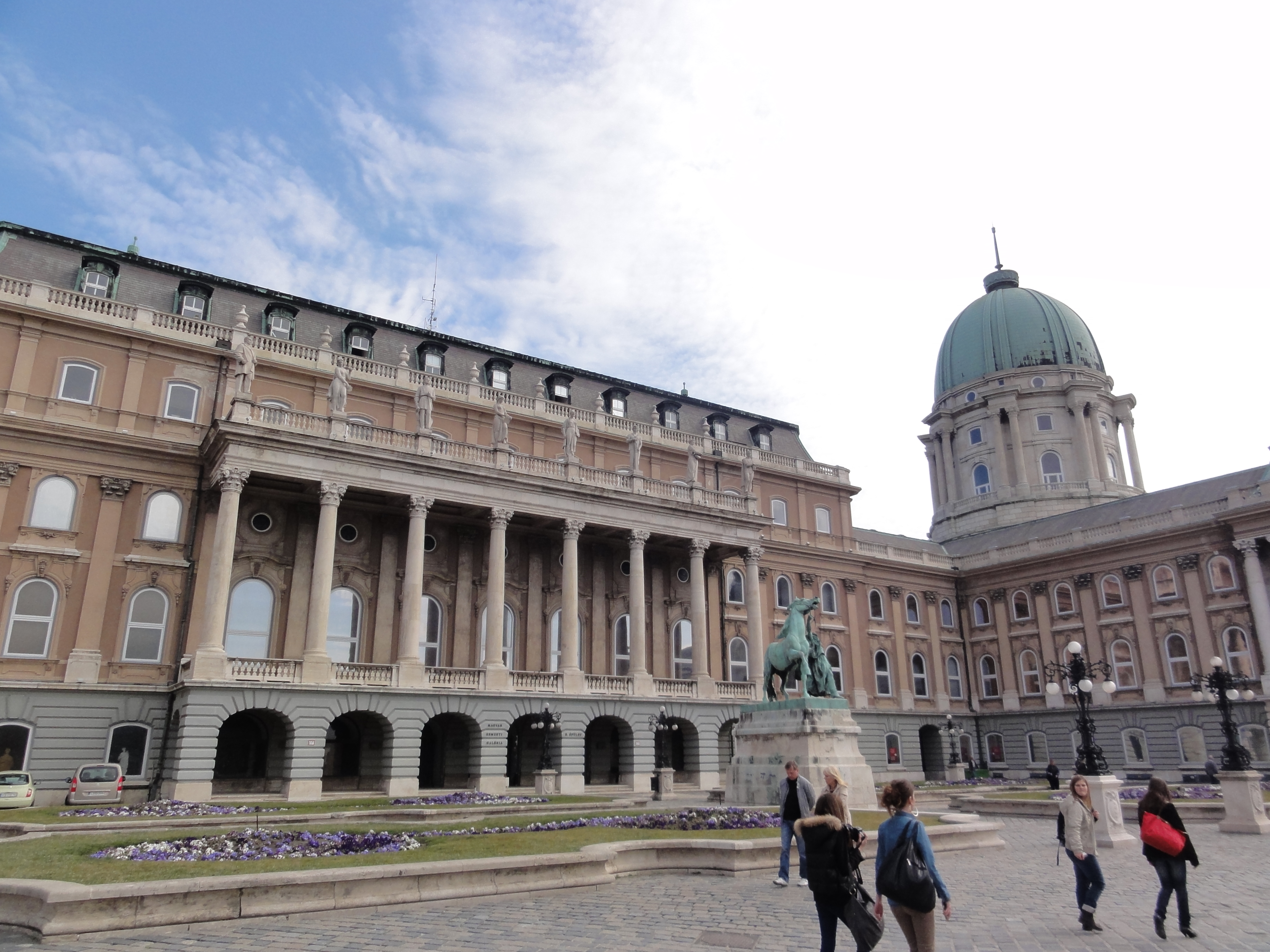
Maďarská národní galerie

Světově proslulí jsou fotografové André Kertész, Robert Capa (původním jménem Endre Friedmann) a Brassaï (původním jménem Gyula Halász). Známým fotografem se stal i Capův bratr Cornell Capa nebo Martin Munkácsi.
Významným představitelem modernismu v architektuře je Marcel Breuer, secese pak Ödön Lechner. Imre Steindl je známým představitelem historismu 19. století, navrhl slavnou budovu maďarského parlamentu. Stejný směr, tak významný pro podobu Budapešti, reprezentoval Miklós Ybl, který navrhl budovu Maďarské státní opery. 
Maďarská národní galerie sídlí od roku 1975 na Budínském hradě v Budapešti. Vystavuje největší sbírku domácího výtvarného umění. Sbírky mezinárodního umění jsou vystaveny v Muzeu krásných umění na Hösök Téré.  Naproti muzeu se nachází další významný výstavní prostor Műcsarnok.

### Film

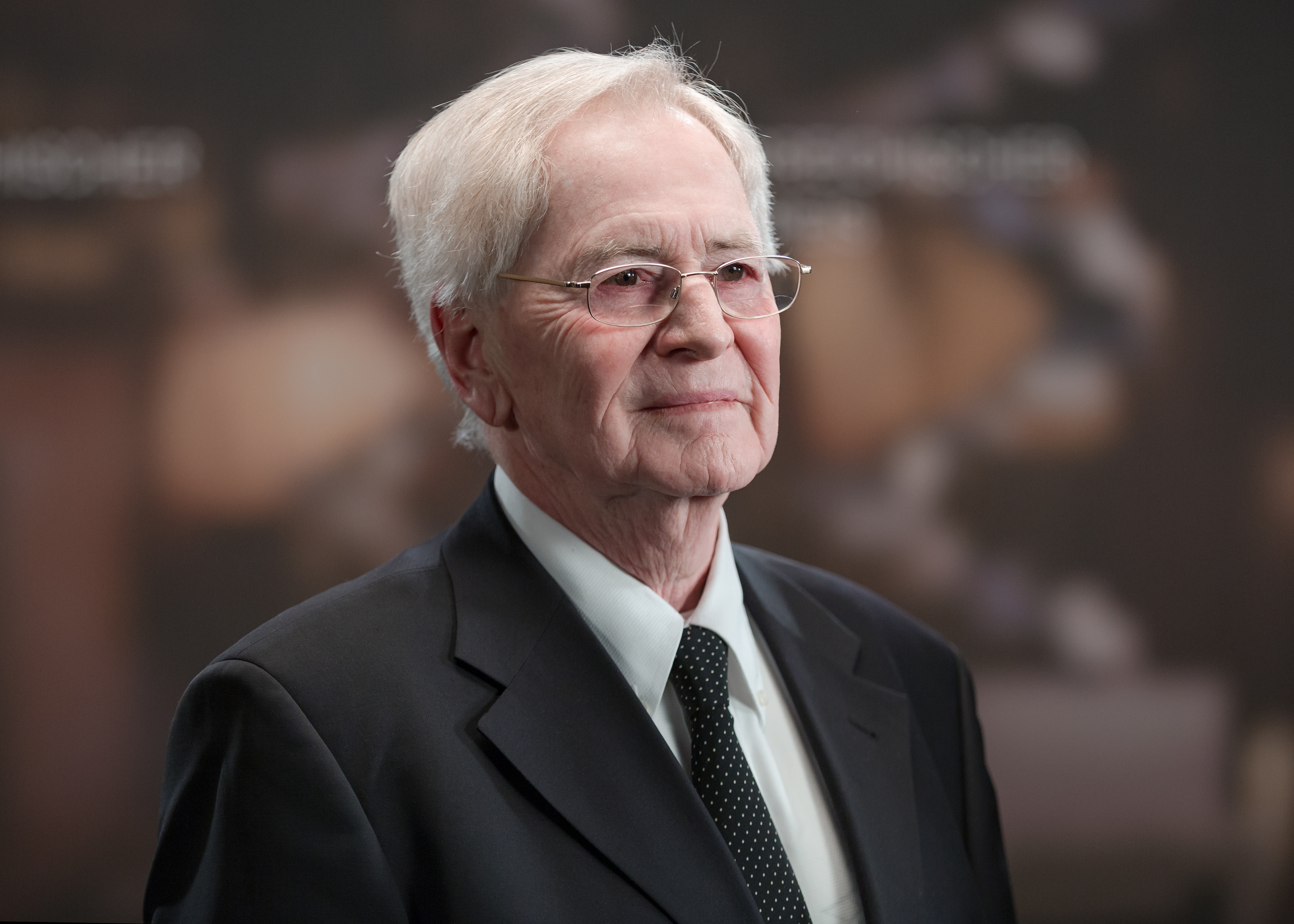
István Szabó

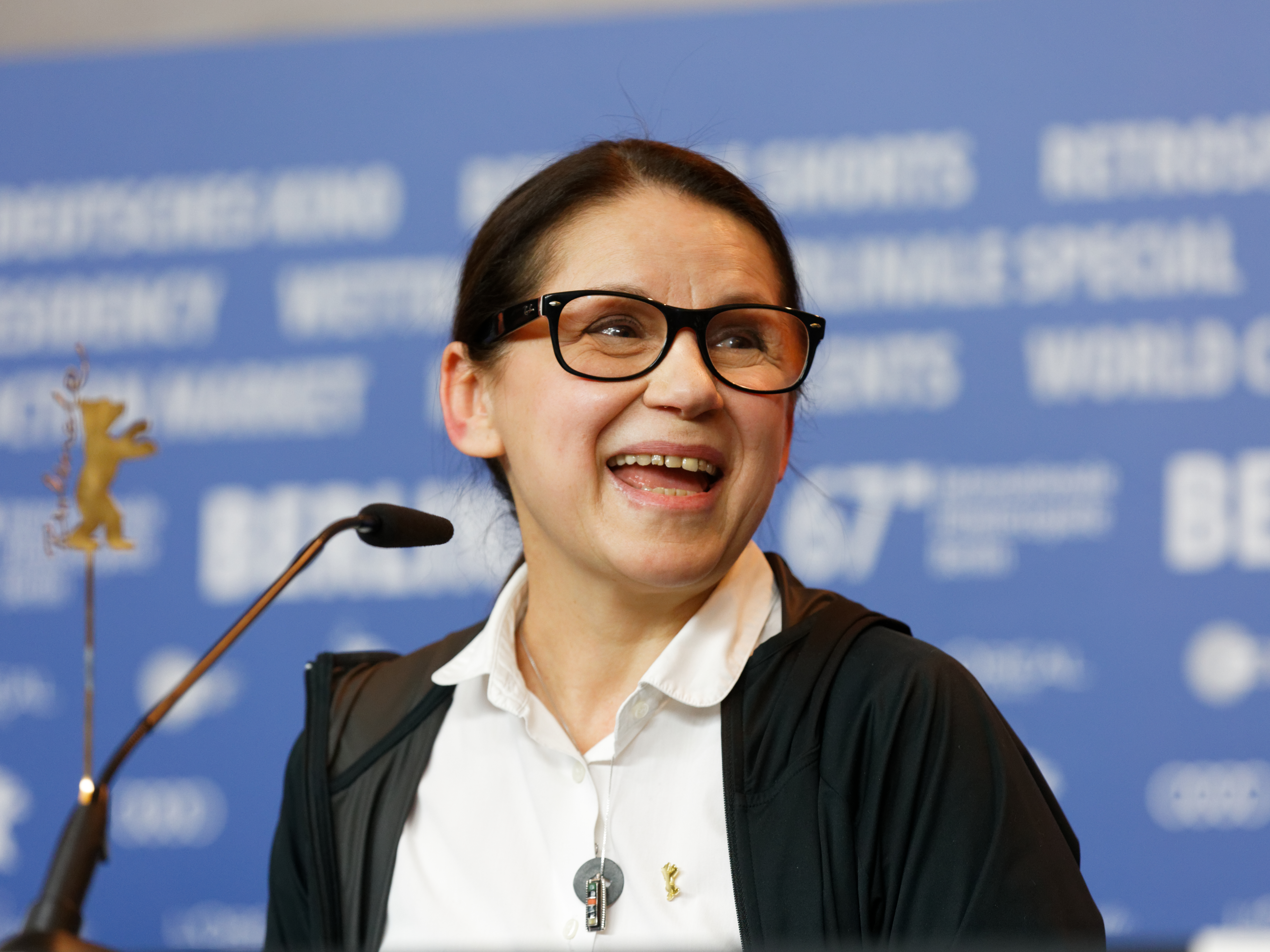
Ildikó Enyediová

Nejúspěšnějším maďarským filmovým režisérem je István Szabó, který za film Mefisto (1981) získal Oscara pro nejlepší zahraniční film, a to jako první Maďar v historii. Miklós Jancsó má cenu za nejlepší režii z Cannes, z roku 1972. Dvě vedlejší ceny z Cannes má i Károly Makk. Márta Mészárosová získala roku 1975 Zlatého medvěda na Berlínském filmovém festivalu, Zoltán Fábri získal na Berlinale Stříbrného medvěda v roce 1982, Béla Tarr si odnesl stejnou cenu ze stejného festivalu v roce 2011. Po roce 1989 patří k nejúspěšnějším tvůrcům László Nemes, jehož celovečerní debut Saulův syn (2015) se stal prvním maďarským filmem, který získal Zlatý glóbus za nejlepší cizojazyčný film, a druhým, který získal Oscara za nejlepší cizojazyčný film. Ildikó Enyediová vyhrála Berlinale v roce 2017. Michael Curtiz se prosadil v Hollywoodu, natočil kupříkladu romantickou klasiku Casablanca. Alexander Korda byl zakladatelem britského filmového průmyslu. Kameraman Vilmos Zsigmond získal Oscara za nasnímání snímku Blízká setkání třetího druhu. Maďarským rodákem je i Adolph Zukor, zakladatel Paramount Studios.   
Z herců se v Hollywoodu prosadili Peter Lorre, Paul Lukas či herečka a skandalistka Zsa Zsa Gaborová. Hvězdou hororových filmů se stal Bela Lugosi. Ilona Stallerová známá jako Cicciolina byla jednou z prvních pornohvězd. Za hlavní roli stárnoucí herecké hvězdy, která se musí vyrovnávat s problémy v uměleckém i osobním životě, ve filmu Kde jste, paní Déryová? (Déryné hol van?) obdržela cenu za nejlepší herecký výkon na filmovém festivalu v Cannes v roce 1976 herečka Mari Törőcsiková. Herečka Katalin Karádyová, hvězda maďarského filmu 40. let, je mimo Maďarsko známá především záchranou mnoha židovských dětí, za kterou byla oceněna titulem Spravedlivý mezi národy. Marika Rökková se proslavila v německém filmu nacistické éry.
Harry Houdini patří k symbolům kouzelnické profese. V modelingu se prosadila Barbara Palvinová.

### Gastronomie

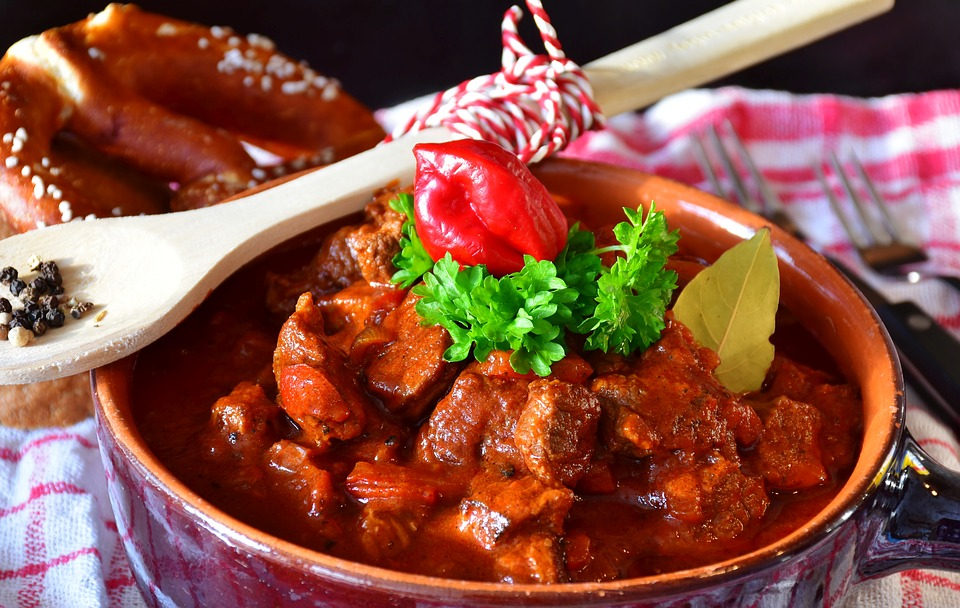
Gulyás

Neopomenutelnou součástí maďarské kultury je také maďarská kuchyně. Snad nejznámějším prvkem maďarské kuchyně je paprika, která se ale rozšířila až v 17. století. Bez ní by byla nepředstavitelná gulášová polévka, perkelty, paprikáš, tokáň, rybářská polévka „halászlé“, nebo čabajka. Stejně tak důležité prvky jsou i cibule a vepřové sádlo, které dohromady tvoří základ maďarských masitých jídel. Nejvíce používaná masa jsou vepřové, hovězí a skopové a ve velkém množství i ryby. Přílohou k masitým pokrmům jsou nudle a halušky. Kromě červené papriky (neznamená pouze pálivou) jsou časté i zelené papriky a rajčata. Jako zeleninová příloha se nejčastěji používají okurky. Z polévek je častá fazolová s uzeninou, slepičí vývar s nudlemi, dále studené ovocné polévky se smetanou, zejména višňová. Polévky jsou husté a vydatné, a proto po nich často následují už jen moučníky. Nejznámější jsou štrúdly s tvarohovou, višňovou a makovou náplní, koláče, langoše a hlavně palačinky. Z nápojů je nejznámější maďarské víno, hlavně tokajské.

### Sport

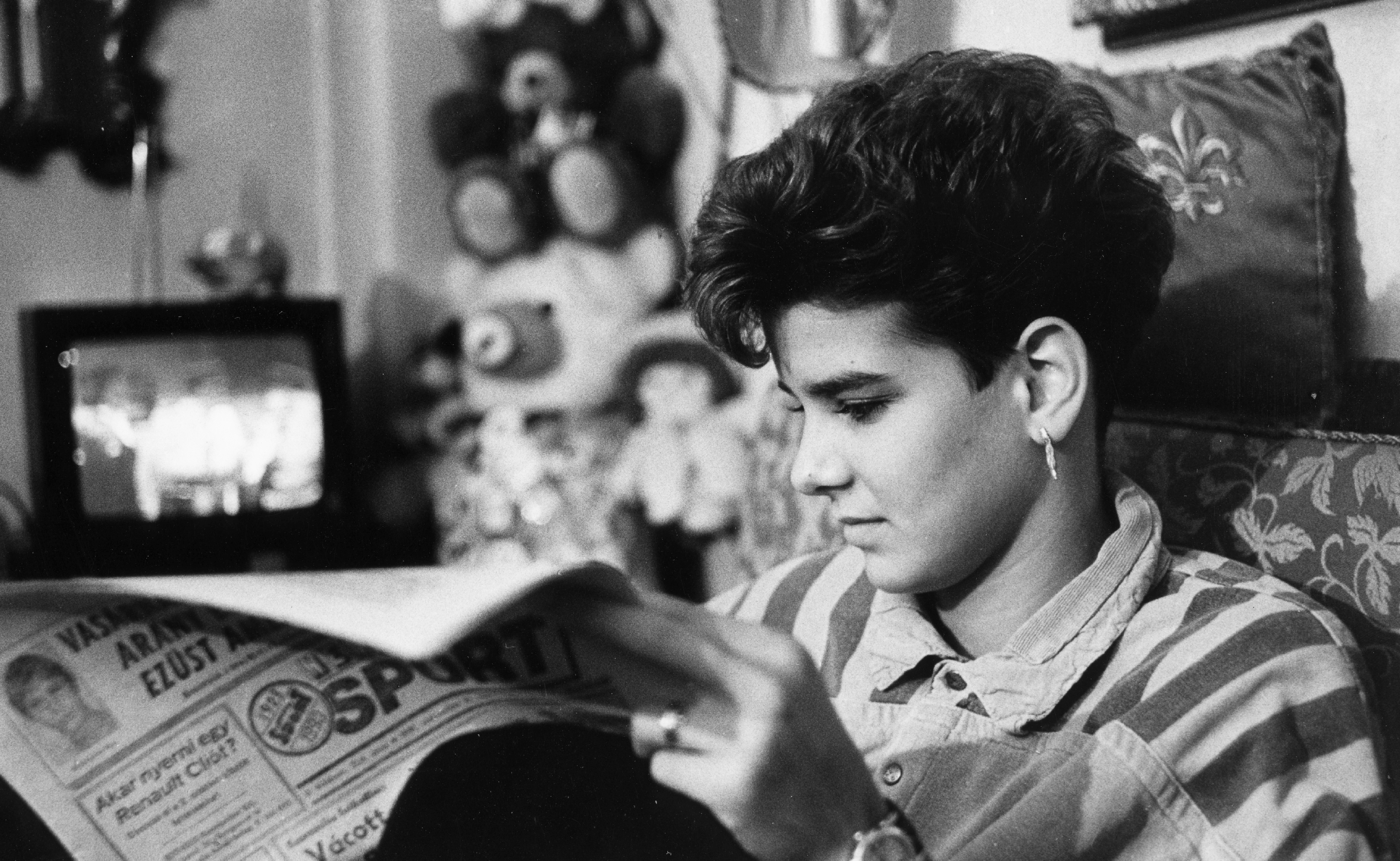
Krisztina Egerszegiová

Maďarský sport se celkově dlouhodobě pohybuje na vysoké úrovni. Dokazuje to i historický úspěch maďarské výpravy na olympijských hrách v Londýně roku 2012, která se umístila na 9. místě v medailovém žebříčku. Na počet obyvatel má tedy Maďarsko jedny z nejúspěšnějších sportovců na světě. Velice oblíbené jsou vodní sporty, zejména plavání. Pět olympijských zlatých má plavkyně Krisztina Egerszegiová, čtyři plavec Tamás Darnyi, tři Katinka Hosszúová. Už vůbec první plaveckou medaili na olympijských hrách ostatně získal Maďar: Alfréd Hajós. Populární je také vodní pólo. V roce 1956, kdy probíhala v Maďarsku revoluce, porazili maďarští vodní pólisté v legendárním zápase Sovětský svaz na olympijských hrách v Melbourne (viz též Melbournská krvavá lázeň). Celý turnaj nakonec i vyhráli. Oporami tohoto týmu byli především Dezső Gyarmati a György Kárpáti. Tyto olympijské hry Nizozemsko, Španělsko a Švýcarsko bojkotovaly, právě kvůli sovětské okupaci Maďarska. K vodním sportům mají sportovci díky průtoku velkých řek Maďarskem a přítomnosti četných jezer skvělé přírodní podmínky. Proto Maďarsko patří např. v rychlostní kanoistice mezi velmoci (na LOH 2012 bylo medailově druhé). Ke kanoistickým legendám patří například Danuta Kozáková, držitelka pěti zlatých olympijských medailí, Natasa Janicsová nebo Katalin Kovácsová, která nasbírala celkem osm olympijských kovů všech hodnot.

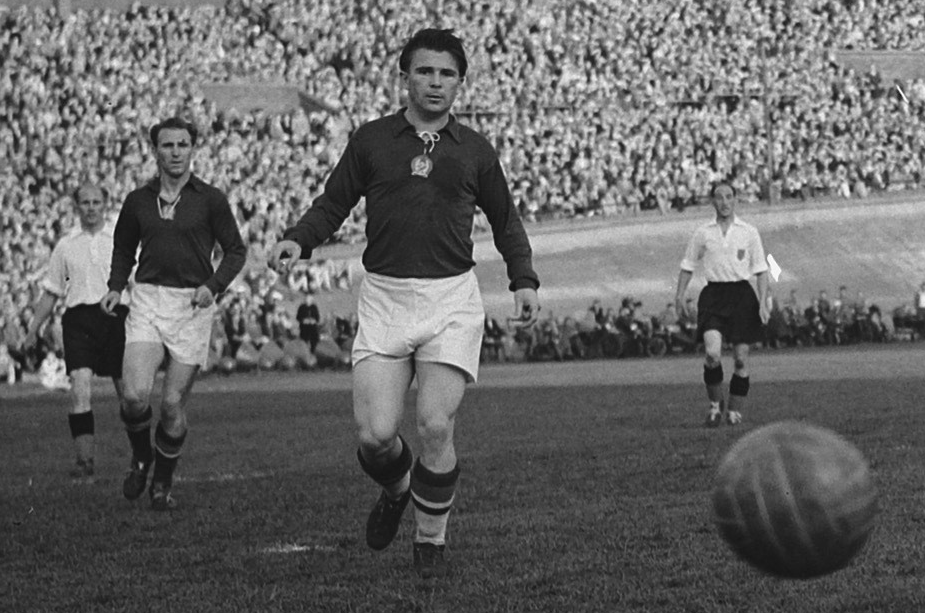
Ferenc Puskás

Proslulá je rovněž maďarská šermířská škola: Aladár Gerevich má sedm zlatých medailí z olympiád, Pál Kovács a Rudolf Kárpáti šest. Gymnastka Ágnes Keletiová pět, boxer László Papp tři. Historicky první maďarské zlato z her zimních přivezla v roce 2018 shorttracková štafeta.
Za národní sport je považovaný fotbal. V posledních letech se Maďarsku nedaří, ale v 50. letech 20. století prožil maďarský fotbal svou zlatou éru. Ikonou této doby je jeden z nejznámějších maďarských sportovců Ferenc Puskás. Dal celkem 83 gólů v maďarském národním týmu a 512 gólů v 528 zápasech v maďarské a později španělské lize. V roce 1958, po maďarské revoluci, emigroval do Španělska, kde hrál za Real Madrid. Páteř slavného reprezentačního týmu, který nebyl v 50. letech 20. století poražen čtyři roky, tvořili krom Puskáse ještě Sándor Kocsis, Zoltán Czibor, Gyula Grosics, Nándor Hidegkuti či József Bozsik. V roce 1967 získal Zlatý míč pro nejlepšího fotbalistu Evropy Flórián Albert.

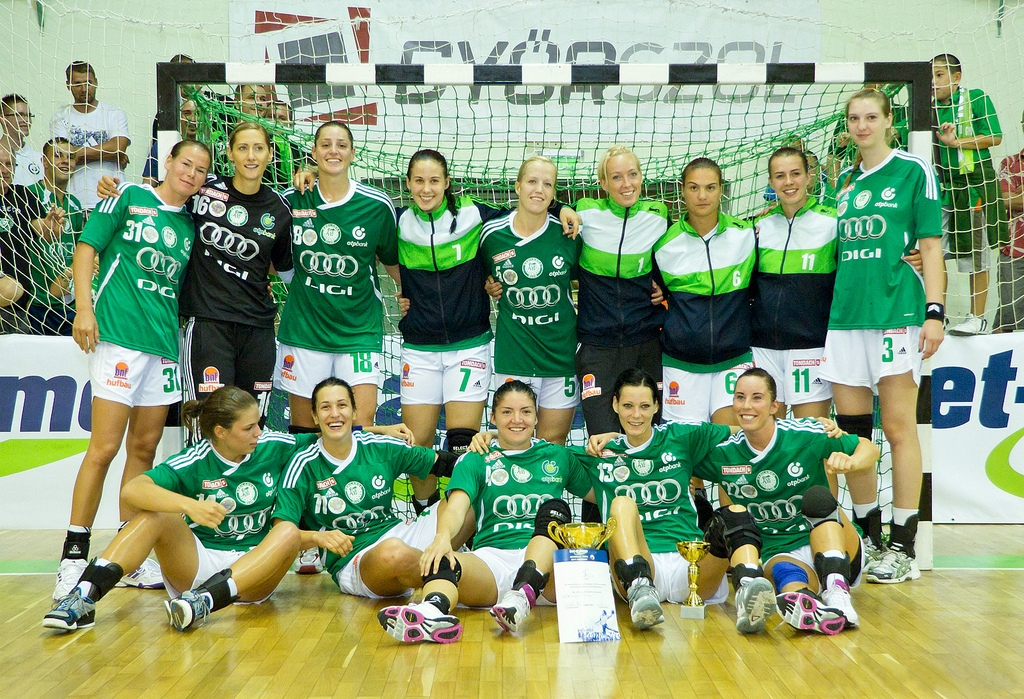
Győri ETO KC

Bojana Radulovicsová, Erzsébet Kocsisová, Anita Kulcsárová a Anita Görbiczová byly vyhlášeny nejlepšími házenkářkami světa. Maďarská ženská házenkářská reprezentace má na svém kontě titul mistryň světa (1965) i Evropy (2000). Z olympijských her má stříbro (2000). Ženský házenkářský klub Győri ETO KC patří k nejúspěšnějším v Evropě a slavnou éru prožívá zvláště od počátku 21. století. Již pětkrát vyhrál Ligu mistrů EHF, nejprestižnější klubovou soutěž Evropy (2013, 2014, 2017, 2018, 2019). Maďarská mužská basketbalová reprezentace vyhrála mistrovství Evropy v roce 1955. 
Mistrem světa v závodech silničních motocyklů se stal Gábor Talmácsi. Známí jsou i někteří maďarští šachisté, zejména Péter Lékó, Arpad Elo, Andor Lilienthal, Judit Polgárová a Zsuzsa Polgárová.

### Věda a školství

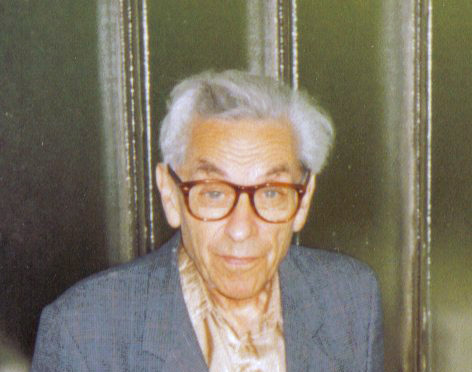
Pál Erdős

Do roku 2007 získalo Nobelovu cenu v různých oborech celkem 13 Maďarů žijících v zemi a 8 Maďarů žijících v zahraničí. Nobelovu cenu za chemii získali Richard Adolf Zsigmondy, George de Hevesy a George Andrew Olah, za fyziologii objevitel vitamínu C Albert Szent-Györgyi, Robert Bárány a Georg von Békésy. V Maďarsku se narodil i izraelský nositel Nobelovy ceny za chemii Avram Herško, nositel Nobelovy ceny za fyziku z roku 1963 Eugene Paul Wigner či Dennis Gabor, který tuto cenu získal v roce 1971 za objev holografie.

Maďarsko je slavné svou matematickou tradicí. Mezi nejvýznamnější maďarské matematiky patří János Bolyai, průkopník neeukleidovské geometrie, Pál Erdős, který proslul objevy v oborech teorie grafů, kombinatoriky, teorie množin a teorie pravděpodobnosti, a John von Neumann, průkopník digitálních počítačů. Matematici Peter Lax a Endre Szemerédi získali prestižní Abelovu cenu. K dalším slavným matematikům patří George Pólya, Farkas Bolyai, Rudolf Emil Kálmán, Frigyes Riesz, Paul Halmos, Marcel Grossmann nebo László Lovász, nositel Wolfovy ceny za matematiku a prezident Maďarské akademie věd v letech 2014–2020.

Rubikova kostka

Ke světoznámým osobnostem patří i legendární vynálezce hlavolamů Ernő Rubik, proslulý porodník Ignác Filip Semmelweis či fyzik Loránd Eötvös. Mnoho maďarských židovských vědců, včetně Erdőse, Leó Szilárda (návrh urychlovače částic) či Edwarda Tellera (tzv. vodíková bomba), emigrovalo v důsledku rostoucího antisemitismu v zemi ještě před druhou světovou válkou do Spojených států. 
Mezi maďarské vynálezy patří elektrický generátor (Ányos Jedlik) a telefonní ústředna (Tivadar Puskás). József Galamb z firmy Ford byl průkopníkem masové průmyslové výroby. Ottó Bláthy a jeho tým ve firmě Ganz započali v roce 1885 výrobu transformátorů. Bláthy pak ještě sestrojil turbogenerátor a wattmetr. I otec nadzvukového letu Theodore von Kármán je původem z Maďarska. K dalším patří Dénes Gábor (objevitel holografie), László Bíró (kuličkové pero) a John George Kemeny (Kemény János György), který ve spolupráci s Američanem Kurtzem vytvořil programovací jazyk BASIC. Charles Simonyi řídil ve firmě Microsoft vývoj programů Word a Excel, Andrew Grove (András István Gróf) udělal z Intelu největšího světového výrobce polovodičů. Mária Telkesová proslula vynálezy v oblasti solární energetiky.

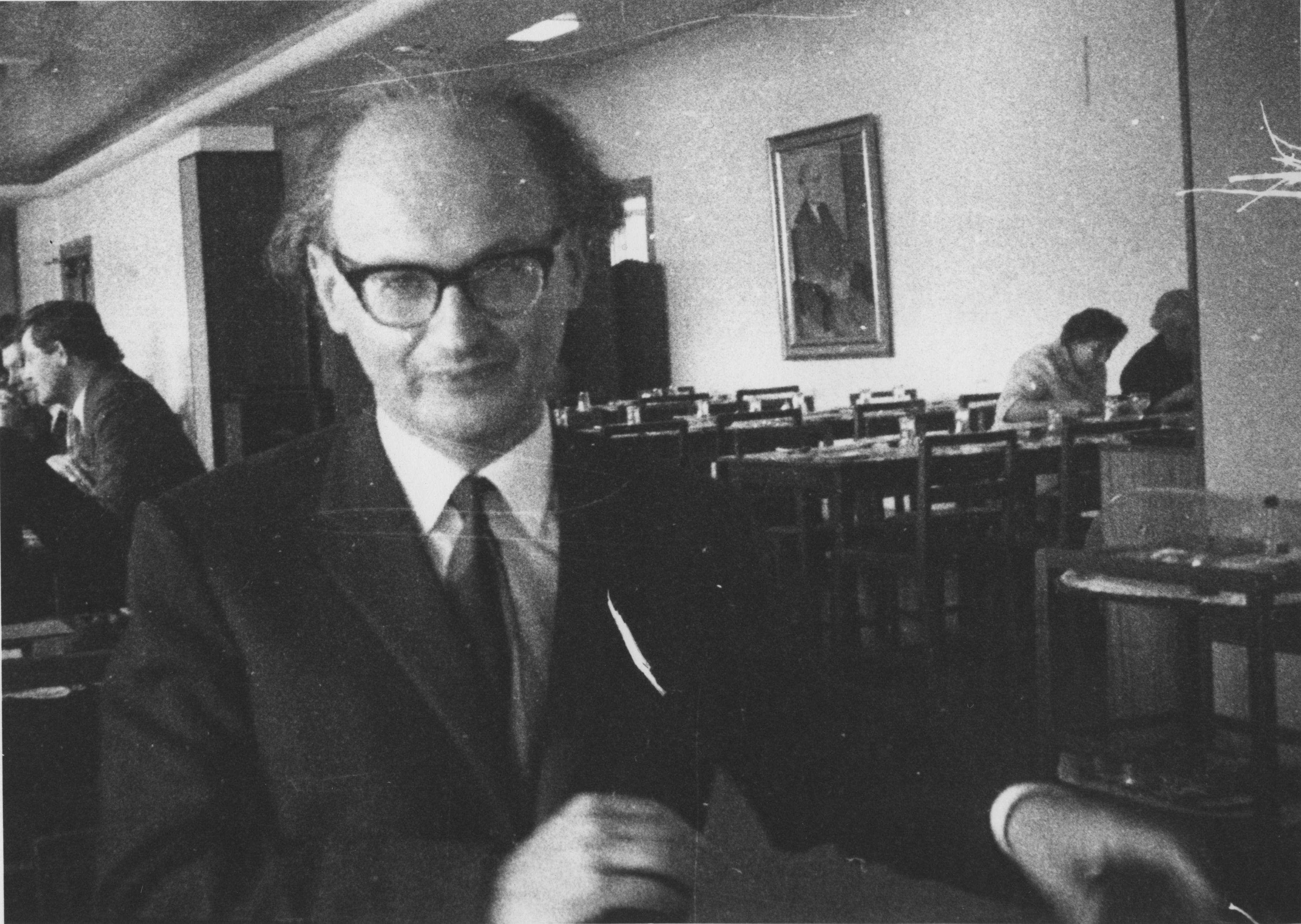
Imre Lakatos

V sociálních vědách se výrazně prosadil marxistický filozof György Lukács či filozof vědy Imre Lakatos. Lukácsovou žačkou a později disidentkou komunistického režimu byla Ágnes Hellerová. Také významný sociolog Karl Mannheim se narodil v Budapešti. Karl Polanyi napsal přelomové dílo Velká transformace, originální výklad vzniku kapitalismu. Jeho bratr Michael Polanyi proslul kritikou pozitivismu. Důležitými představiteli psychoanalýzy byli Melanie Kleinová, Margaret Mahlerová a Sándor Ferenczi. Psycholog Mihaly Csikszentmihalyi získal věhlas se svým konceptem "flow", Thomas Szasz je představitelem antipsychiatrie. Osobitým myslitelem a kritikem komunismu byl Arthur Koestler. Věhlas získal též filolog a orientalista Sándor Kőrösi Csoma. Ignác Goldziher byl zakladatelem moderní evropské islamistiky. Také britský archeolog Aurel Stein se narodil v Maďarsku. Budapešťský rodák John Harsanyi získal v roce 1994 Nobelovu cenu za ekonomii, za svůj podíl na teorii her. Významným akademickým ekonomem byl i Nicholas Kaldor.
Maďarsko je oblíbenou destinací zahraničních studentů pro vysokou kvalitu vzdělání za nízké školné a nízké životní náklady – a pro jeden z nejštědřejších mezinárodních stipendijních programů, Stipendium Hungaricum.
Stipendium Hungaricum je vládní program, v jehož rámci se každý akademický rok uděluje přibližně 5 000 stipendií pro zahraniční studenty, kteří studují prezenčně. Nabízí: studium bez školného, bezplatné ubytování na koleji (nebo přibližně 120 dolarů měsíčně na pokrytí nákladů), měsíční stipendium ve výši přibližně 130 dolarů (u doktorandů se zvyšuje na 549 dolarů) a zdravotní pojištění.